# Закарпатська область
Закарпа́тська о́бласть — область у південно-західній частині Україні в межах західної частини Українських Карпат та Закарпатської низовини. На півночі межує з Львівською, на сході з Івано-Франківською областями України. На півдні з Румунією, на південному заході з Угорщиною, на заході зі Словаччиною, на північному заході з Польщею. Обласний центр — Ужгород.

## Історія

### Хроніка державної приналежності Закарпаття
Увесь історичний шлях Закарпаття — від найдавніших часів і до наших днів — можна поділити на кілька періодів:
- IX ст.  — міфологічне слов'янське князівство білих хорватів під проводом князя легендарного Лаборця;
- XI—XVI ст. — Угорське королівство;
- Кінець XIII ст. — початок XIV ст. — частина Закарпаття у ленному підпорядкуванні Галицько-Волинського князівства;
- XVI ст. до 1867 р. — Західна частина — Парціум, Верхнє-Угорське королівство, у складі Австрійської монархії див.(Австрійська імперія); Східна частина до XVII ст. — як частина Трансільванського князівства Османської імперії зі сплатою данини;
- 1867—1918 рр. — Австро-Угорщина;
- 1919 р. — Угорська Радянська Республіка;
- 1919—1939 рр. — Чехословацька республіка;
- 1939 р. — Карпатська Україна;
- 1939—1944 рр. — Закарпатське губернаторство у складі Угорського королівства;
- 1944—1945 рр. — Закарпатська Україна під окупацією Червоної армії;
- 1945—1991 рр. — Українська Радянська Соціалістична Республіка у складі СРСР;
- з 1991 р. — Україна.

Перша згадка про життя людей на території Закарпаття відноситься до періоду раннього палеоліту (близько 500 тис. років до н. е.). Сюди під тиском римлян із долин Серета і Прута переселилися карпи — одне з фракійських племен. За думкою багатьох вчених від назви цього племені і отримали назву гори Карпати.
Історія Закарпаття є складовою частиною історії України, але має цілий ряд особливостей, які позначилися на економічному, політичному та етнічному розвитку краю.
Займаючи важливе географічне положення на південних схилах Українських Карпат, Закарпаття, що в різні часи мало назву «Угорська Русь», «Карпатська Русь», «Руська Крайна», «Подкарпатська Русь», «Карпатська Україна», «Закарпатська Україна», а з 22 січня 1946 року — Закарпатська область у складі УРСР, давніх часів було своєрідним містком між Сходом і Заходом.
Минуле Закарпаття нерозривно пов'язане з південними слов'янами. Археологічні джерела засвідчують, що вже в стародавні часи його населення мало високу матеріальну і духовну культуру, генетично спільну з культурою племен хорватів, сербів, словенців, де в І тисячолітті н. е. відбувався інтенсивний процес формування південного слов'янства.
З кінця X століття, регіон до середини XX століття входив до складу Угорського королівства, Австрійської Габсбурзької монархії, Чехословацької республіки, Угорщини, але, зберігаючи етноніми «русь», «русини», ніколи не втрачало своєї слов'янської сутності.
Територія умовного Закарпаття складалася з семи комітатів Угорщини — Берег, Мармарош, Унґ, Угоча, Земплин, Шаріш, Спіш.
Після розпаду Австро-Угорщини після Першої світової війни (1914—1918) Підкарпатська Русь. Ухвалою Всенародних Зборів 21.02.1919 ухвалила рішення про злуку з Соборною Україною, якому не судилося збутися через військову агресію сусідніх держав, а тому на основі рішень Паризької мирної конференції, Сен-Жерменського мирного договору в 1919 році і Тріанонського договору в 1920 році Підкарпатська Русь одержала статус автономії у складі Чехословацької Республіки.
Навесні 1939 року, коли Адольф Гітлер розчленував Чехословаччину в результаті проведення двох арбітражів у Відні, усі південні райони на той час вже Карпатської України, де проживала більшість угорського населення, були віддані Угорщині (1,523 км² з населенням 173 233 особи).
На початку 1939 року на території краю виникло нове державне утворення — Карпатська Україна, Сойм якої обрав першим її президентом Августина Волошина. Та 15 березня 1939 року війська Угорського королівства окупували територію всього краю і припинили існування цього державного утворення.
Після входження на територію краю Червоною армією в жовтні 1944 року в Закарпатті було проголошено утворення Закарпатської України зі своїм урядом — Народною Радою. Це утворення існувало лише до липня 1945 року, коли відбулося приєднання до УРСР на підставі рішення кремлівського апарату через прийняття Першим З'їздом народних комітетів Закарпатської України «Маніфесту про возз'єднання з Радянською Україною».

### У складі незалежної України
На Всеукраїнському референдумі 1991 року 78 % населення Закарпаття висловилися за утворення на базі області самоврядної території у складі України. У 1992 році Закарпатська обласна рада ухвалила рішення про визнання русинської національності та звернулась до Верховної Ради України з проханням розв'язати це питання на державному рівні.

### Російське вторгнення в Україну
3 травня 2022 року з початку Російсько-української війни Збройні Сили РФ вперше завдали ракетного удару по Закарпаттю. Як виявилось пізніше, ціллю стало селище Воловці, а саме його місцева інфраструктура, зокрема газопровід. Як повідомляє голова Закарпатської ОДА Віктор Микита, пожежу ліквідовували протягом 3 годин 53 вогнеборці.

## Географія

фізична мапа Закарпатської області (1961)

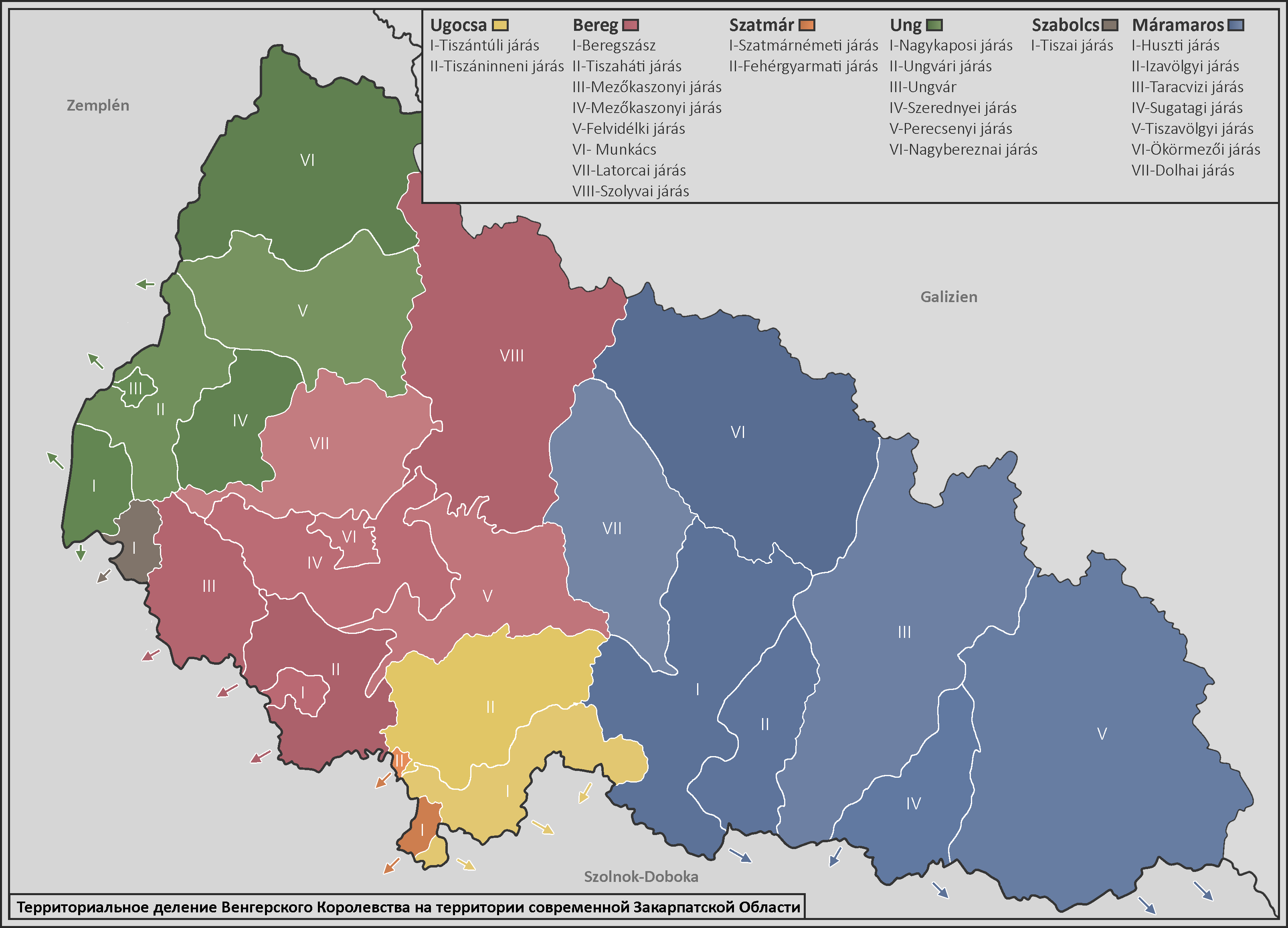
Історичні жупи Закарпаття

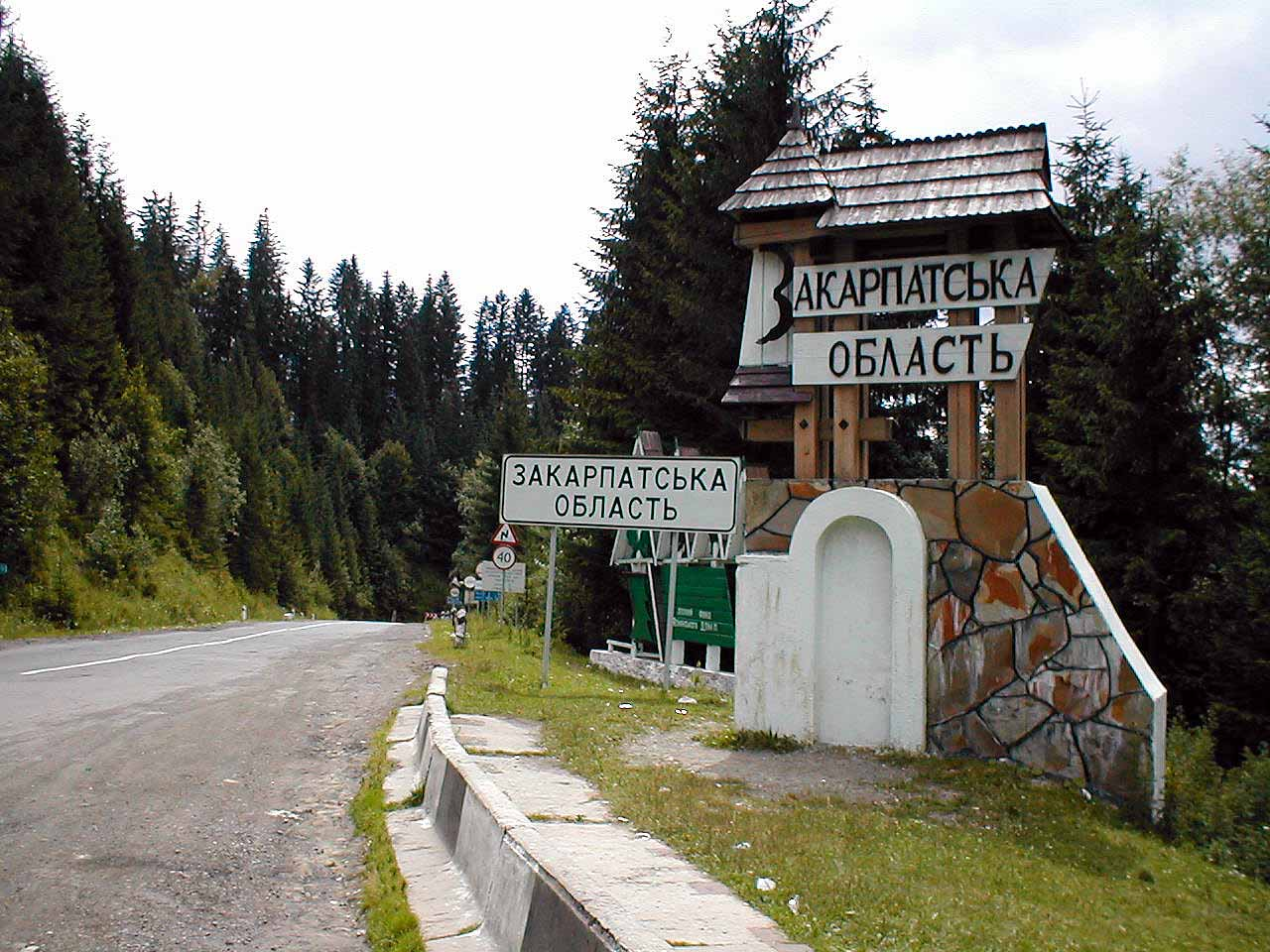
Яблуницький перевал на кордоні з Івано-Франківською областю, 931 м над рівнем моря

Закарпатська область розташована на крайньому південному заході України на південно-західних схилах і передгір'ях Українських Карпат у Центральній Європі. Майже дві третини території області займають Карпатські гори, решту — Притисянська низовина. На території області знаходиться найвища вершина Українських Карпат та України — г. Говерла (2061 м). На північному заході, заході і півдні область межує із чотирма країнами — Польщею, Словаччиною, Угорщиною та Румунією, а на північному і південному сході з Львівською та Івано-Франківською областями, являючись таким чином своєрідним вікном країни у Європу. За площею і населенням область невелика у масштабах країни. Її територія становить 12,8 тис. км², чисельність населення — 1251,1 тис. осіб (на 01.01.04), або відповідно 2,1 % і 2,6 % території та населення України.
Близько 80 % території краю займають гори, що простягаються з північного заходу на південний схід. Це система хребтів та гірських масивів — Вододільний хребет, Горгани, Свидовець, Чорногора, Полонинський хребет, Рахівський масив, Вулканічний хребет. До Чорногорського хребта належить гора Говерла, заввишки до 2061 м, яка є найвищою точкою області та України. Закарпаття від інших регіонів відділяють Яблуницький, Вишківський, Ужоцький, Верецький та Воловецький перевали з висотою від 931 до 1014 метрів над рівнем моря. На території області протікає 9429 річок і потоків. Найдовша річка — Тиса, ліва притока Дунаю. Її протяжність у межах області 240 км. Найбільші притоки — Боржава, Ріка, Теребля, Тересва. Наступні за величиною річки Латориця і Уж, які впадають у річки Бодрог і Лаборець. В області 137 природних озер, в основному льодовикового та загатного походження, найбільше з них — Синевир. На території Закарпатської області поблизу села Ділове Рахівського району розташований один з географічних центрів Європи.

### Крайні точки Закарпатської області
| на півночі | 49°05′50″ пн. ш. 22°34′57″ сх. д. / 49.0972895° пн. ш. 22.5824696° сх. д. У районі гори Велика Равка (Східні Бескиди), у межах Ужанського національного природного парку (6,7 км на північ від с. Стужиця Ставненської громади Ужгородського району)                                                         |
| на півдні  | 47°53′47″ пн. ш. 24°13′41″ сх. д. / 47.8964931° пн. ш. 24.2280761° сх. д. Район Довгорунської мармурової копальні (5,4 км на південний схід від центру с. Ділове Рахівської громади Рахівського району) |
| на заході  | 48°25′08″ пн. ш. 22°08′14″ сх. д. / 48.4188501° пн. ш. 22.1373238° сх. д. Урочище Лучка (1,5 км на захід від с. Соломоново Чопської громади Ужгородського району) — найзахідніша точка України. До речі, майже такі ж координати східної довготи і в урочищі Довга Роля поруч із залізничною станцією 271 км |
| на сході   | 48°02′51″ пн. ш. 24°37′39″ сх. д. / 48.0475311° пн. ш. 24.6274517° сх. д. Вершина гори Чорна Гора (Попіван Чорногірський), хребет Чорногора (12 км від с. Луги Богданської громади Рахівського району) |

Найбільша ширина (по прямій лінії) з півночі на південь — до 100 кілометрів.
Найбільша довжина (по прямій лінії) зі сходу на захід — близько 200 кілометрів.
Геометричний географічний центр Закарпаття розташований поблизу гори Кук, у Свалявському районі.

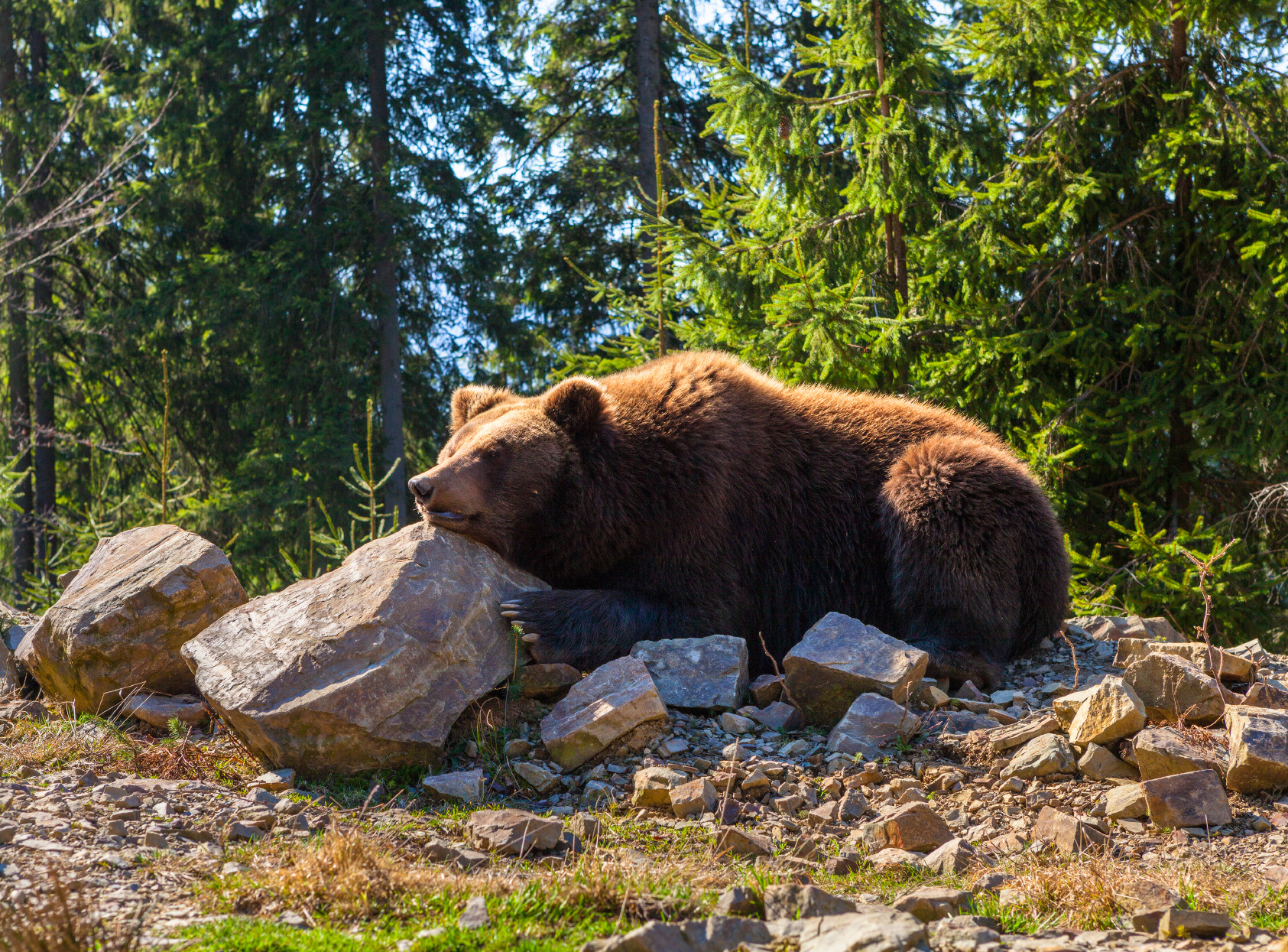
Ведмідь бурий у центрі реабілітації НПП «Синевир»

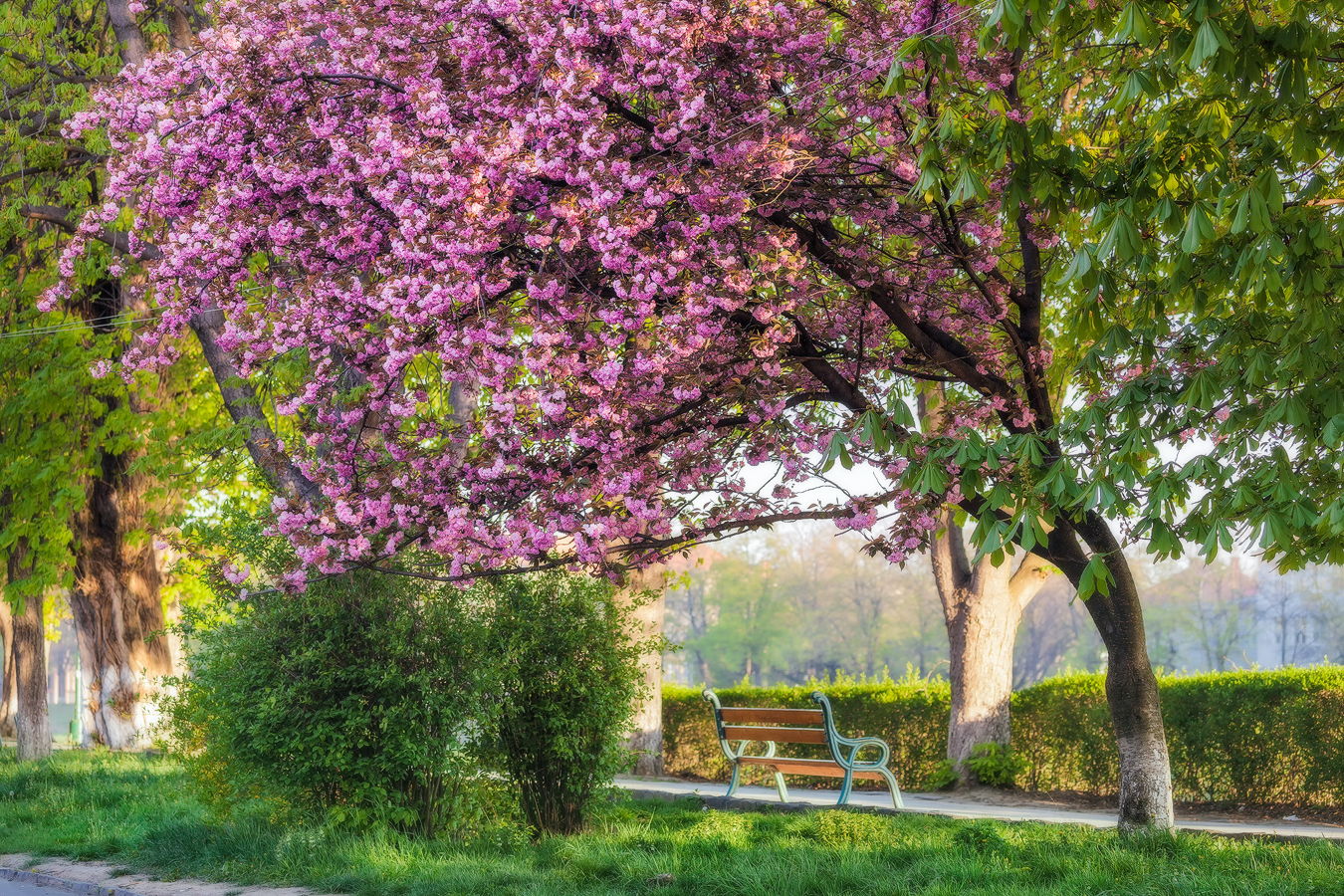
Розквітла сакура на набережній Ужгорода

### Флора і фауна

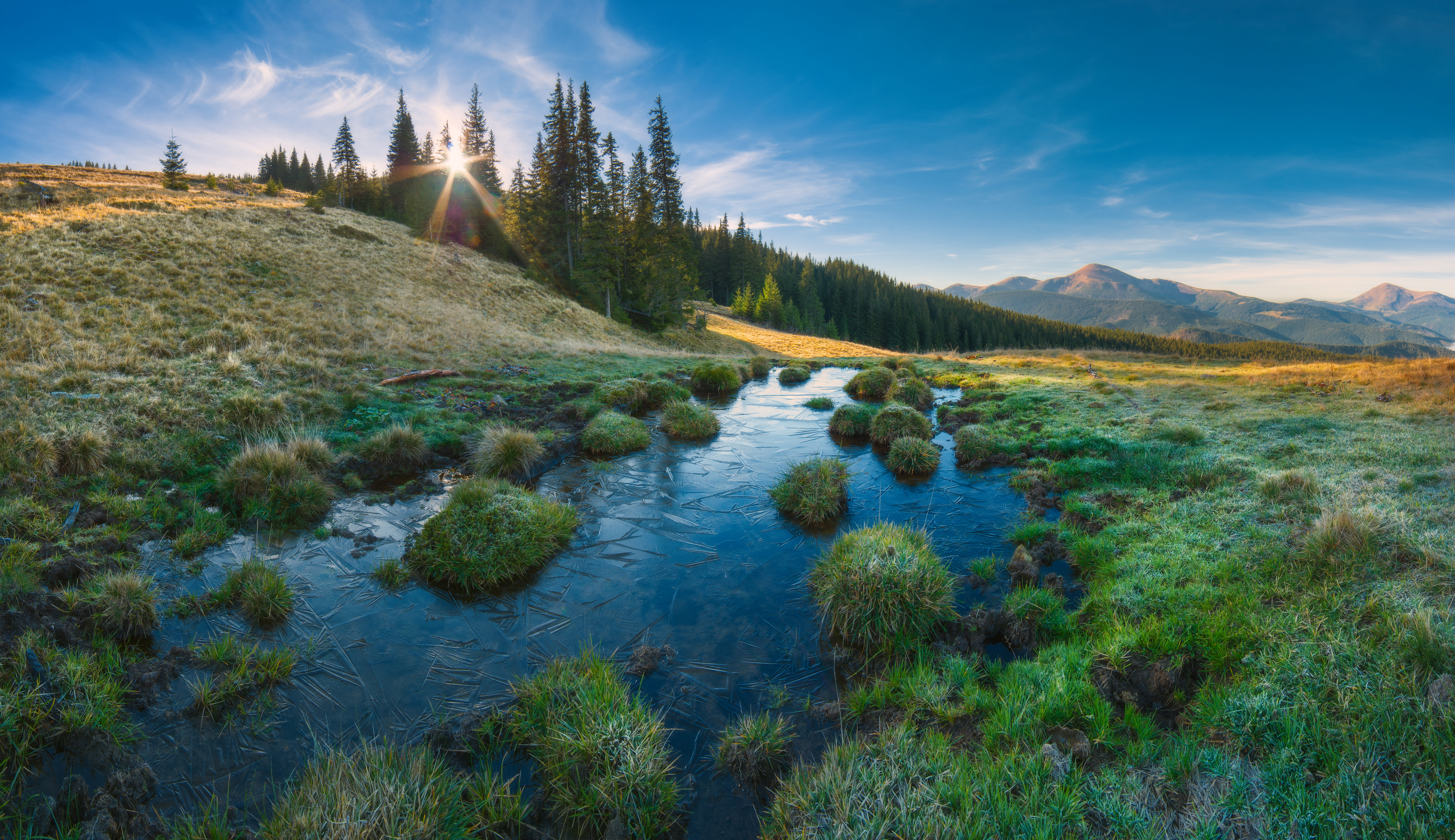
Карпатський біосферний заповідник

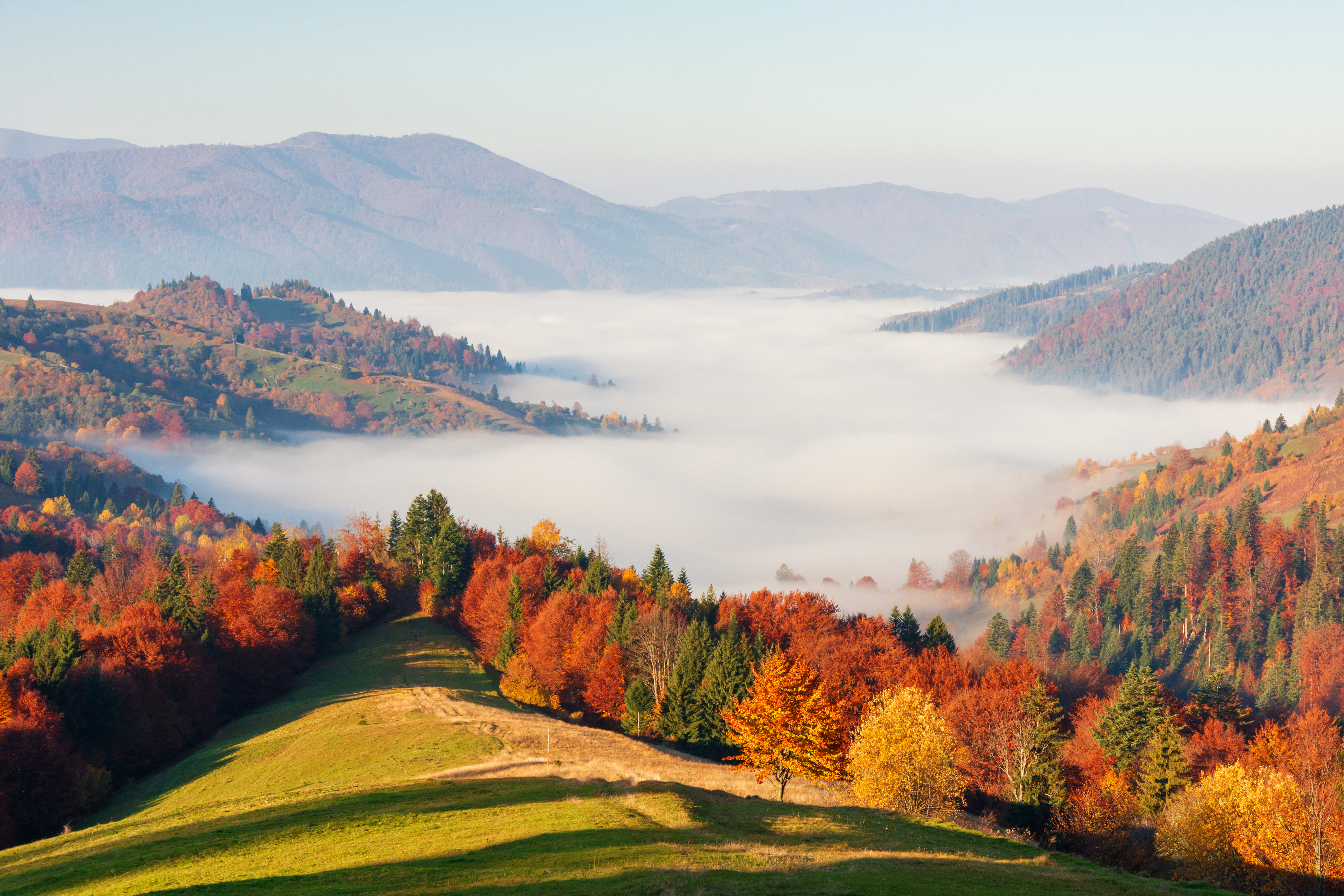
НПП «Синевир»

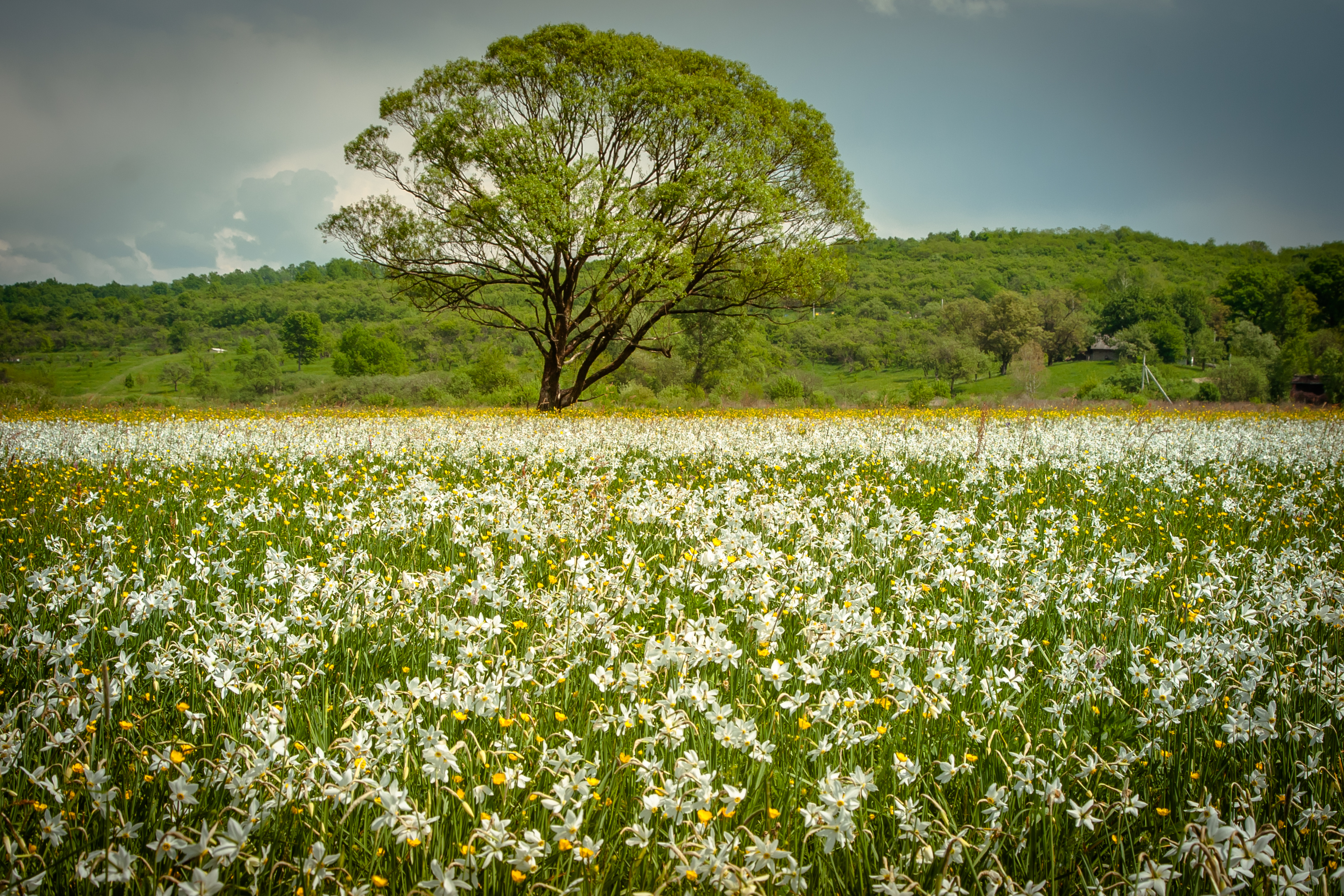
Долина нарцисів

Ліси, які є найбільшим багатством краю, займають понад 50 % території, різноманітні за породним складом залежно від вертикальної поясності. На низовині ростуть дубово-грабові ліси, у передгір'ях — дубові і дубово-букові, у горах на висоті від 800—1000 м над рівнем моря букові, хвойні (ялиця біла, ялина) — на висоті до 1300—1500 метрів. Довершують ландшафт субальпійські та альпійські луки — полонини.
В області взято на облік понад 2 тисячі видів флори, що відповідає 50 % до загальної чисельності видів України. З них 237 видів флори занесені до додатків Конвенції про охорону дикої флори і фауни та природних середовищ існування в Європі, 22 види флори занесені до додатків Конвенції про міжнародну торгівлю видами дикої фауни і флори, що перебувають під загрозою зникнення (CITES). Усього видів рослин занесених до Червоної книги України 263 екз., у тому числі 214 видів судинних рослин, 19 видів грибів, 7 видів водоростей, 23 види лишайників, а рослинних угруповань занесених до Зеленої книги України — 27. Найбільше різноманіття червонокнижних видів рослин зосереджено у басейні річки Тиса, де за даними наукових досліджень на облік взято 145 видів судинних рослин.
Загальна кількість видів тваринного світу в області становить понад 30 тис. видів фауни. На території області поширені як безхребетні, так і хребетні тварини. Серед безхребетних є представники понад 20 типів організмів, з яких більшість — найпростіші. Близько 400 видів хребетних тварин, ссавців — 80 видів, птахів — 287 видів, з яких 197 гніздуючих, 10 видів плазунів, 16 земноводних, 60 риб, 100 молюсків. Найпоширеніші види на Закарпатті: кріт, лисиця, вовк, заєць, білка, горностай, лісова куниця, дикий кабан, козуля, олень благородний. Із рідкісних видів слід відмітити лосося дунайського, стерлядь, пугача, беркута, завитушку альпійську, рись, видру. Зникаючі види — сичик-горобець, волохатий сич, кажани: великий та малий підковоноси, нічниці Бехштейна, ставкова, Наттерера, триколірна та інші. Збільшилась чисельність видів тваринного світу, занесених до Червоної книги України: глухаря, кота лісового, лелеки чорного та ведмедя бурого. У гніздовій орнітофауні з'явилися нові види — чернь чубата та білоока. Стабільним є стан популяції саламандри плямистої. У низинних районах у системі меліоративних каналів зберігся реліктовий вид риб — умбра Крамера.

### Заповідні території

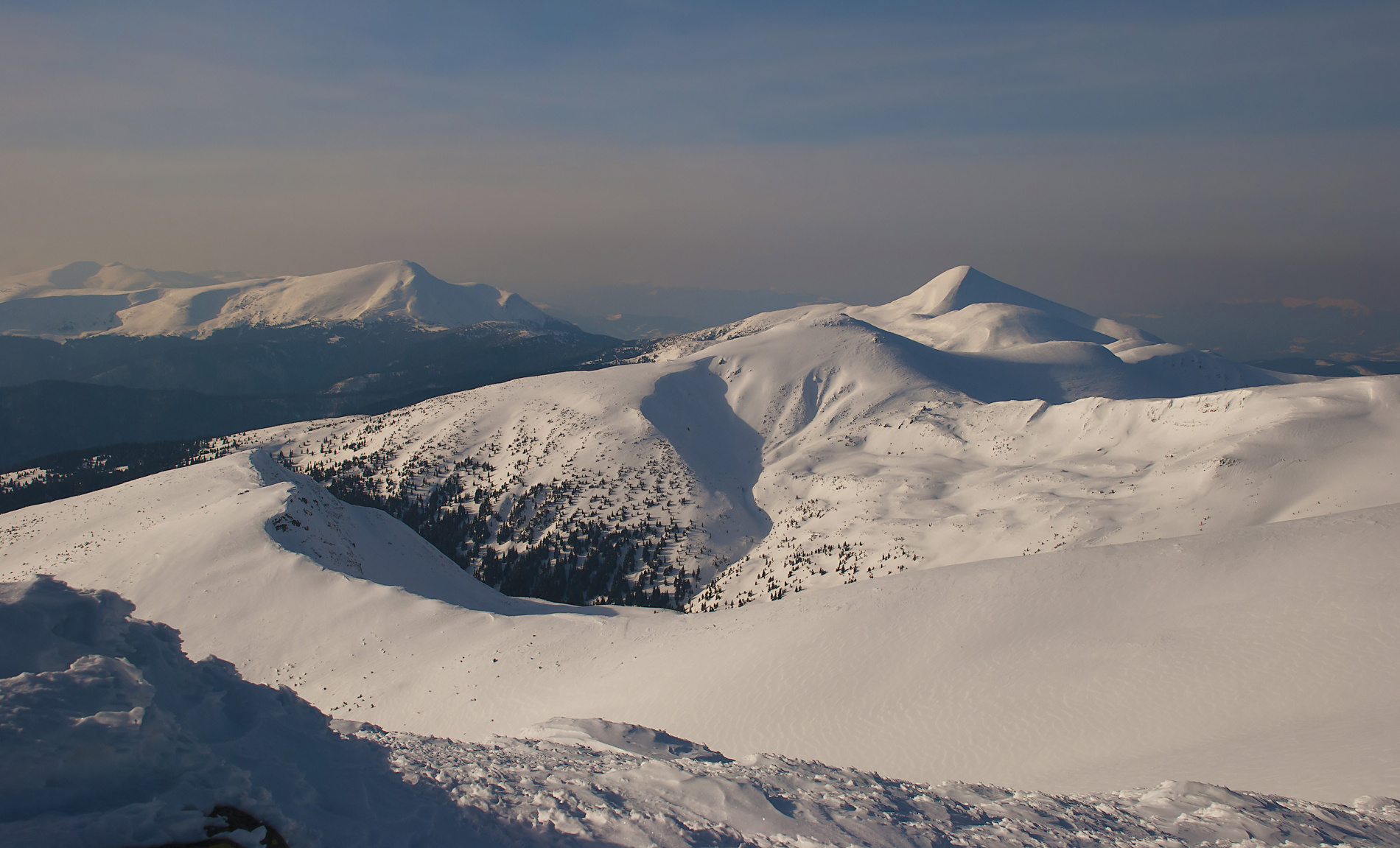
Чорногора на початку березня

В Українських Карпатах, які займають значну частину області, збережені найбільші в Європі ділянки пралісів. До найбільших та найцікавіших об'єктів природно-заповідного фонду України належить Карпатський біосферний заповідник, створений постановою уряду України в 1968 році. Екосистеми заповідника віднесені до найцінніших на нашій планеті і з 1993 року входять до міжнародної мережі біосферних резерватів ЮНЕСКО. Загальна площа заповідника становить 53 630 га, налічує 6 відокремлених масивів: Чорногірський (найвища вершина г. Говерла), Мармароський (г. Піп Іван — 1940 м н. р. м.), Свидовецький (г. Близниці та Драгобрат), Кузійський, Угольсько-Широколужанський (найбільший осередок букових пралісів у Європі), «Долина нарцисів». Карпатський біосферний заповідник є одним із найбільших наукових та еколого-освітніх центрів Карпатського регіону. За визначні здобутки в збереженні природної, культурної та історичної спадщини Рада Європи вперше в Україні нагородила Карпатський біосферний заповідник Європейським дипломом.
Ужанський національний природний парк створений Указом Президента України від 27 вересня 1999 року № 1230/99. Парк розташований у північно-західній частині області і є невіддыльною складовою частиною єдиного у світі тристороннього польсько-словацько-українського Міжнародного Заповідника «Східні Карпати», що підтверджено сертифікатом МАБ ЮНЕСКО. На території парку росте понад 200 видів цінних лікарських рослин, 40 з яких включено до Червоної Книги України.
Національний природний парк «Синевир» створено 1989 року у верхів'ях річки Тереблі. Тут на площі 40,4 тис. га збереглися праліси і високогірні луки, де охороняються близько 100 видів рідкісних та зникаючих рослин. У парку охороняються благородний олень, бурий ведмідь, рись, глухар, форель, плямиста саламандра.
Станом на 01.01.2011 р. у Закарпатській області взято на облік 454 об'єкти природно-заповідного фонду загальною площею 171 420,272 га, з них загальнодержавного значення — 34 об'єкти загальною площею 155 609,51 га, місцевого значення — 416 об'єктів загальною площею 15 810,762 га. Відсоток фактичної площі територій та об'єктів природно-заповідного фонду до загальної площі області становить 13,4 %.
Розподіл територій та об'єктів ПЗФ у Закарпатській області за їхнім значенням, категоріями та типами станом на 01.01.2011 р.[джерело?]
1. Біосферні заповідники (1 шт. на площі 58 035,8 га)
2. Національні природні парки (3 шт. на площі 87 964,3 га)
3. Регіональні ландшафтні парки (2 шт. на площі 10 330,66 га і 4631,2918 га)
4. Заказники (64 шт. на площі 13 255,5 га)
5. Пам'ятки природи (338 шт. на площі 659,67 га)
6. Заповідні урочища (9 шт. на площі 881,3 га)
7. Ботанічні сади (1 шт. на площі 86,41 га)
8. Дендрологічні парки (4 шт. на площі 37,9 га)
9. Парки-пам'ятки садово-паркового мистецтва (33 шт. на площі 168,732 га)

### Клімат
У Закарпатті панує помірно-континентальний клімат. Улітку середня температура повітря становить +21 °C, а взимку −4 °C. У краї виявлено понад 360 родовищ та джерел цілющих природних мінеральних вод. Рельєф, географічне розташування, ліси, мінеральні води, помірно континентальний клімат, багатовікові традиції та самобутня культура багатонаціонального населення краю у комплексі створюють унікальний рекреаційний і соціальний потенціал, на основі якого існує і має перспективу поступового розвитку санаторно-оздоровчий комплекс світового рівня.

## Адміністративно-територіальний устрій (1946—2020)

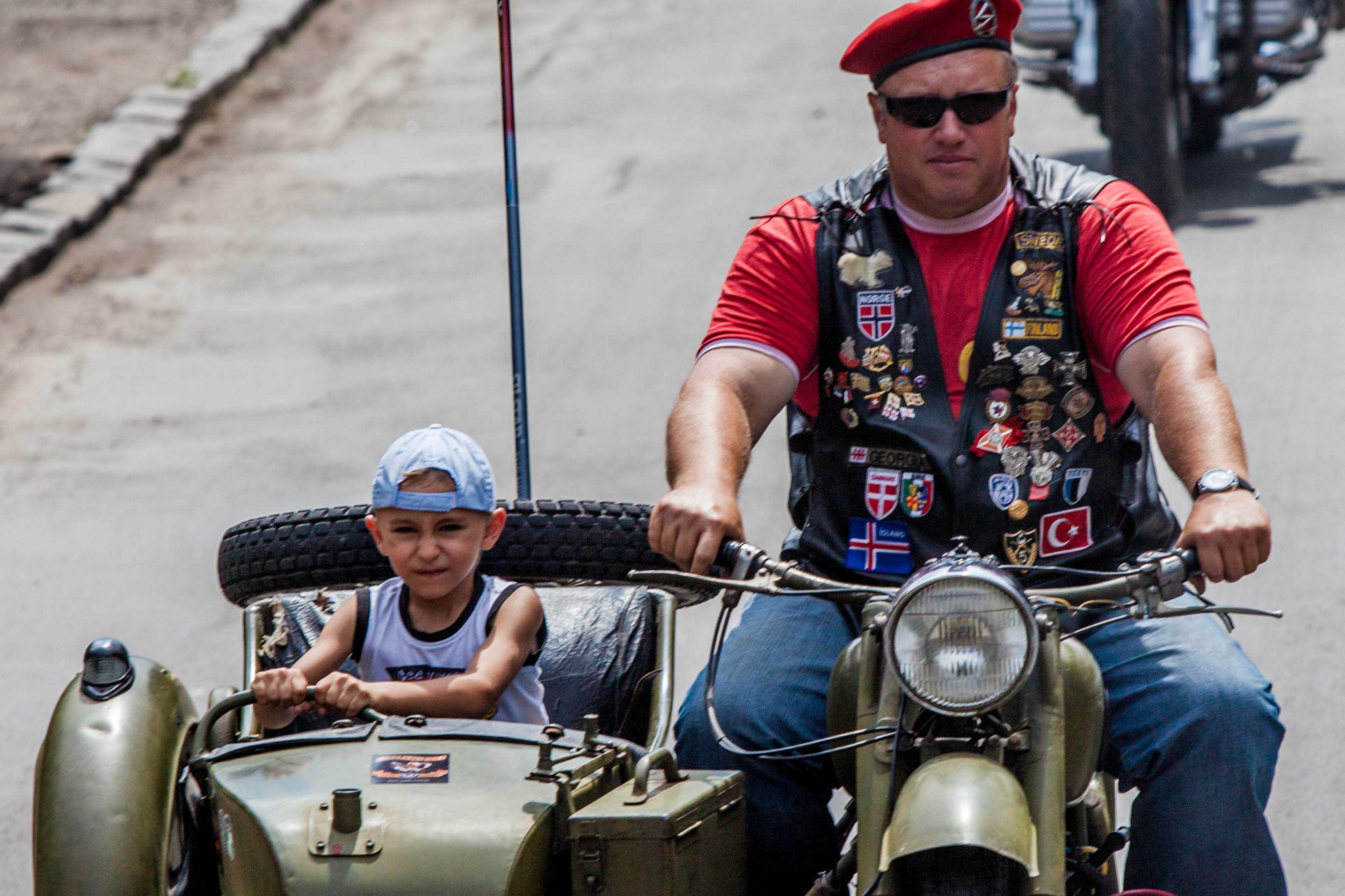
Парад байкерів в Ужгороді

### Загальна інформація
Адміністративний центр області — місто Ужгород.
У складі області:
- районів — 6;
- населених пунктів — 608, у тому числі:
  - міського типу — 30, у тому числі:
    - міст — 11
    - селищ міського типу — 19;

  - сільського типу — 579

У системі місцевого самоврядування:
- районних рад — 6;
- ОТГ — 64.

### Райони
| № | Район        | Адм. центр  |
| - | ------------ | ----------- |
| 1 | Берегівський | м. Берегове |
| 2 | Мукачівський | м. Мукачево |
| 3 | Рахівський   | м. Рахів    |
| 4 | Тячівський   | м. Тячів    |
| 5 | Ужгородський | м. Ужгород  |
| 6 | Хустський    | м. Хуст     |

## Новий адміністративно-територіальний устрій (з 2020 року)
У рамках реформи, яка завершилась влітку 2020 року, область отримала новий адміністративно-територіальний устрій. Базовими одиницями є територіальні громади, яких утворено 64. На субрегіональному рівні утворено 6 районів. Серед особливостей реформи є втрата окремого статусу містами обласного значення, шляхом включення до складу новоутворених укрупнених районів. З іншого боку статус територіальних громад підвищено через розширення повноважень, ресурсів та відповідальності.
|   | Назва району       | Адміністративний центр району | Населення (тис. осіб) | Площа (тис. км²) |
| - | ------------------ | ----------------------------- | --------------------- | ---------------- |
| 1 | Берегівський район | Берегове                      | 209,2                 | 1460,2           |
| 2 | Мукачівський район | Мукачево                      | 254,6                 | 2056,5           |
| 3 | Рахівський район   | Рахів                         | 82,8                  | 1843,7           |
| 4 | Тячівський район   | Тячів                         | 185,3                 | 1873,9           |
| 5 | Ужгородський район | Ужгород                       | 255,8                 | 2362,4           |
| 6 | Хустський район    | Хуст                          | 269,1                 | 3180,3           |

## Демографія
Закарпаття посідає 17-те місце серед регіонів України за чисельністю населення. Станом на 1 січня 2021 року в області мешкало, за попередніми даними, 1250,1 тис. осіб, що на 0,6 % менше, ніж у 2020 році (1253,7 тис. осіб). У загальній чисельності населення України на область припадає 2,6 %. Серед інших регіонів меншими по чисельності, за даними Всеукраїнського перепису населення є:
- Волинська — 1066,6 тис. осіб.
- Кіровоградська — 1128,7 тис. осіб.
- Рівненська — 1173,1 тис. осіб.
- Тернопільська — 1142,0 тис. осіб.
- Херсонська — 1173,7 тис. осіб.
- Чернівецька — 922,7 тис. осіб.

Чисельність населення області за 50 років змінювалася по-різному. Значне її збільшення спостерігалось у 1950—60 роках, коли природний приріст населення становив у середньому 13,6 тис. осіб. Упродовж наступних років збільшення продовжувалося, проте вже простежувалася тенденція до зменшення загального приросту.
У 1995 році на Закарпатті вперше зафіксовано зменшення чисельності населення, яке за 7 років склало 30,4 тис. осіб. Скорочення чисельності населення відбулося за рахунок міських жителів — на 47,1 тис., у той час як у сільській місцевості чисельність населення за цей період збільшилася на 16,7 тис. осіб. За інформацією прес-служби Міністерства юстиції України у 2008 році народжуваність в області вперше перевищила смертність. У першому кварталі 2009 р. це перевищення склало 2 %, у другому — 7 %, за підсумками 2010 року — 19 %.
Переважна більшість мешканців області — 62,9 % проживає в сільській місцевості. Чисельність населення одного села на Закарпатті в середньому становить 1,4 тисячі осіб (середній показник в Україні — 0,7 тис.). Найбільшим за чисельністю населення не тільки в області, а й в Україні є Тячівський район, на території якого проживає 13,7 % мешканців краю. Найменший — Воловецький район, чисельність якого становить 2,1 % загальнообласної.
П'ята частина населення проживає в 192 населених пунктах області, які мають статус гірських.

### Динаміка населення
Історична динаміка чисельності населення Закарпатської області (тис. осіб):

### Національний склад

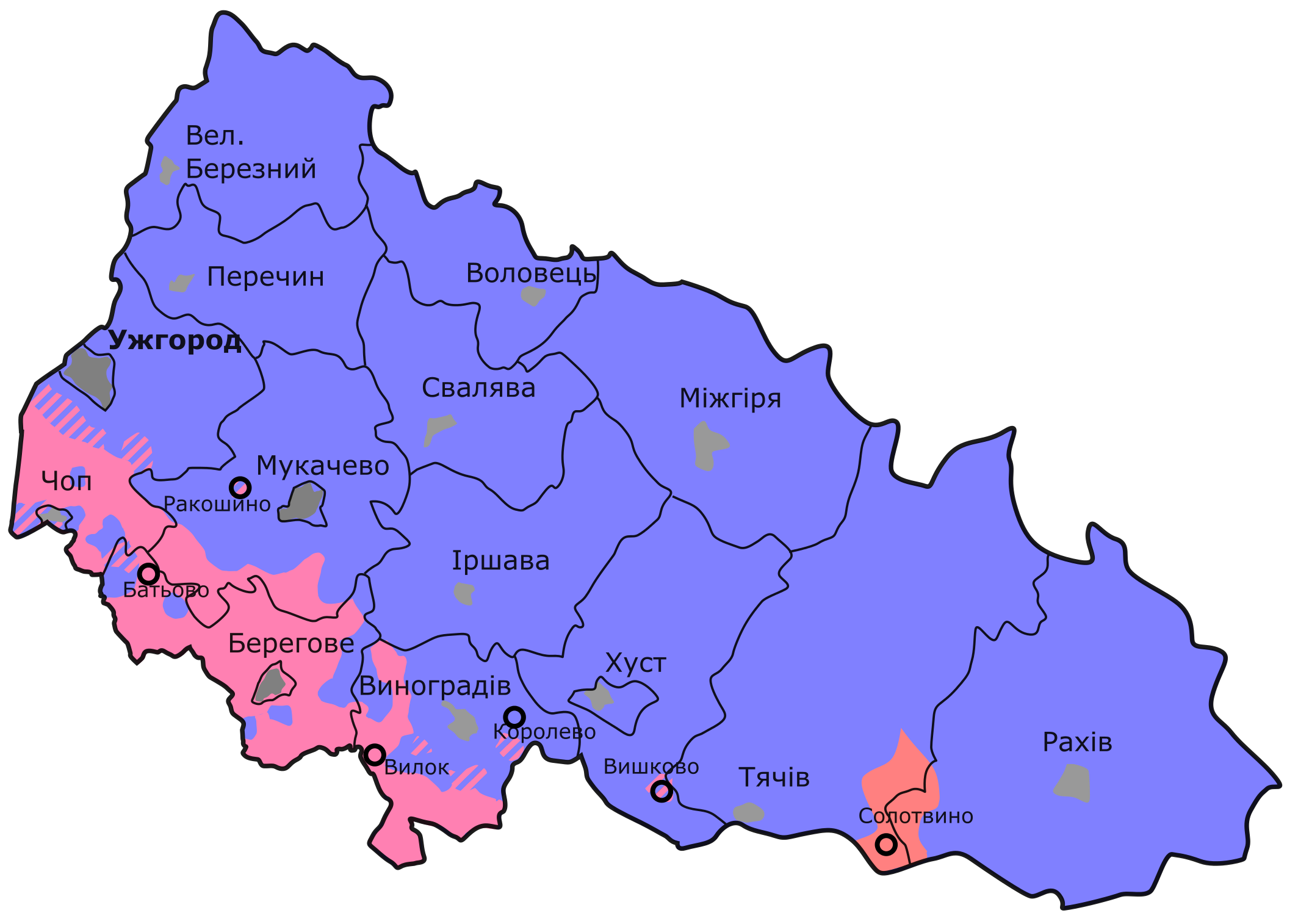
Розселення найбільших національних груп у Закарпатті, станом на 2001 р.:
українці
угорці
румуни

У Закарпатській області мешкають представники понад 30 етносів. Основним та корінним населенням є українці (80,5 %). Також у регіоні проживають угорці (12,1 %), румуни (2,6 %), росіяни (2,5 %), цигани (1,1 %), словаки (0,5 %), німці (0,3 %), білоруси (0,2 %).
| №  | Національність | Кількість осіб | %      |
| -- | -------------- | -------------- | ------ |
| 1  | Українці       | 1 010 127      | 80,51  |
| 2  | Угорці         | 151 516        | 12,08  |
| 3  | Румуни         | 32 152         | 2,56   |
| 4  | Росіяни        | 30 993         | 2,47   |
| 5  | Цигани         | 14 004         | 1,12   |
| 6  | Словаки        | 5 695          | 0,45   |
| 7  | Німці          | 3 582          | 0,29   |
| 8  | Білоруси       | 1 540          | 0,12   |
| 9  | Євреї          | 565            | 0,05   |
| 10 | Поляки         | 518            | 0,04   |
| 11 | Інші           | 3 922          | 0,31   |
|    | Разом          | 1 254 614      | 100,00 |

|                           | Населення | Українці | Угорці | Румуни | Росіяни | Цигани | Словаки | Німці | Білоруси |
| ------------------------- | --------- | -------- | ------ | ------ | ------- | ------ | ------- | ----- | -------- |
| Ужгород                   | 117 317   | 77,8     | 6,9    | 0,1    | 9,6     | 1,5    | 2,2     | 0,2   | 0,4      |
| Берегове                  | 27 235    | 38,9     | 48,1   | 0,1    | 5,4     | 6,4    | 0,2     | 0,1   | 0,2      |
| Мукачеве                  | 82 346    | 77,1     | 8,5    | 0,0    | 9,0     | 1,4    | 0,4     | 1,9   | 0,4      |
| Хуст                      | 32 348    | 89,3     | 5,4    | 0,0    | 3,7     | 0,4    | 0,1     | 0,3   | 0,2      |
| Берегівський район        | 53 841    | 18,8     | 76,1   | 0,0    | 0,7     | 4,1    | 0,0     | 0,0   | 0,0      |
| Великоберезнянський район | 28 016    | 96,3     | 0,0    | 0,0    | 0,7     | 1,6    | 1,0     | 0,0   | 0,1      |
| Виноградівський район     | 117 863   | 71,4     | 26,2   | 0,0    | 1,2     | 0,8    | 0,1     | 0,0   | 0,1      |
| Воловецький район         | 25 336    | 98,8     | 0,0    | 0,0    | 0,6     | 0,0    | 0,1     | 0,1   | 0,1      |
| Іршавський район          | 100 881   | 98,6     | 0,1    | 0,0    | 0,6     | 0,1    | 0,3     | 0,0   | 0,0      |
| Міжгірський район         | 50 057    | 99,1     | 0,0    | 0,0    | 0,5     | 0,2    | 0,0     | 0,0   | 0,0      |
| Мукачівський район        | 101 572   | 84,0     | 12,7   | 0,0    | 0,7     | 1,3    | 0,2     | 0,8   | 0,4      |
| Перечинський район        | 31 790    | 96,3     | 0,0    | 0,3    | 1,3     | 0,4    | 1,0     | 0,0   | 0,1      |
| Рахівський район          | 90 811    | 83,8     | 3,2    | 11,6   | 0,8     | 0,2    | 0,0     | 0,0   | 0,1      |
| Свалявський район         | 55 468    | 94,5     | 0,7    | 0,0    | 1,5     | 1,4    | 0,6     | 0,7   | 0,1      |
| Тячівський район          | 172 389   | 83,2     | 2,9    | 12,4   | 1,0     | 0,0    | 0,0     | 0,2   | 0,1      |
| Ужгородський район        | 74 433    | 58,4     | 33,4   | 0,0    | 2,0     | 4,1    | 1,6     | 0,0   | 0,4      |
| Хустський район           | 96 561    | 95,0     | 3,9    | 0,0    | 0,9     | 0,0    | 0,1     | 0,0   | 0,0      |
| Закарпатська область      | 1 258 264 | 80,5     | 12,1   | 2,6    | 2,5     | 1,1    | 0,5     | 0,3   | 0,1      |

За різними сучасними оцінками, у той час, коли чисельність населення Закарпатської області загалом стагнувала або трохи збільшилася, через низьку народжуваність та еміграцію значної частини угорців до Угорщини їхня чисельність в області суттєво скоротилася: зі 151,5 тисячі осіб у 2001 році до 70—80 тисяч або 80—90 тисяч у 2024 році.

### Мовний склад

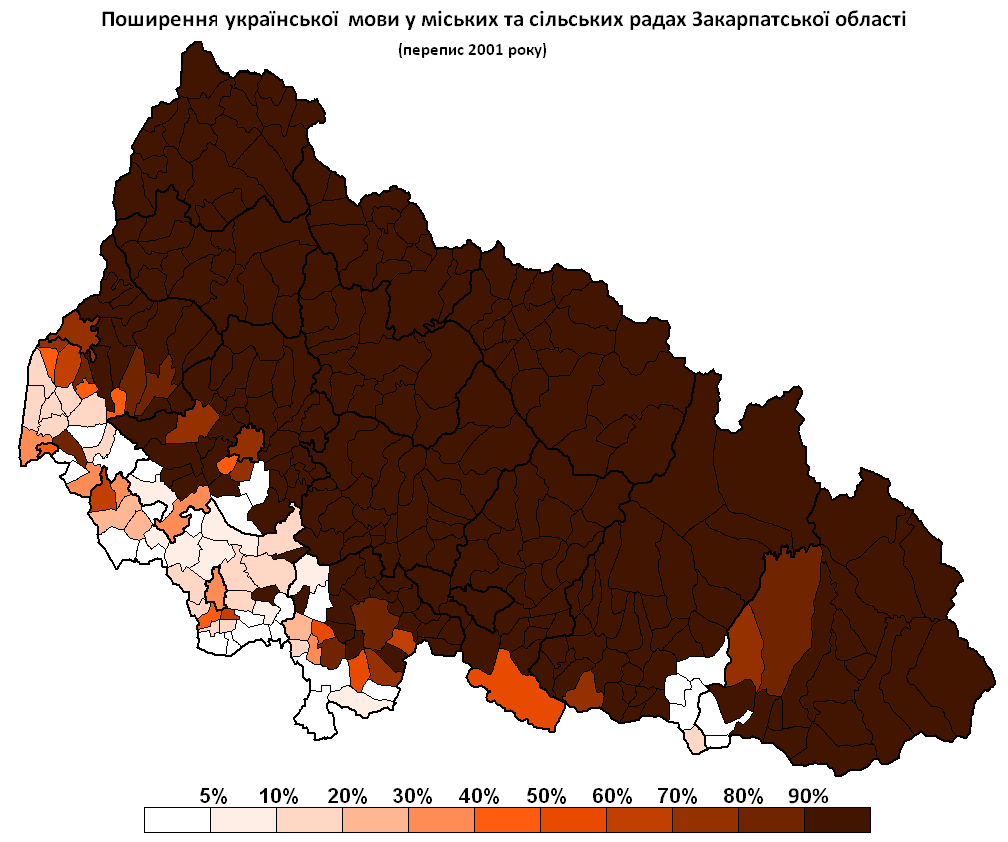
Українська мова в Закарпатській області за переписом 2001 року.
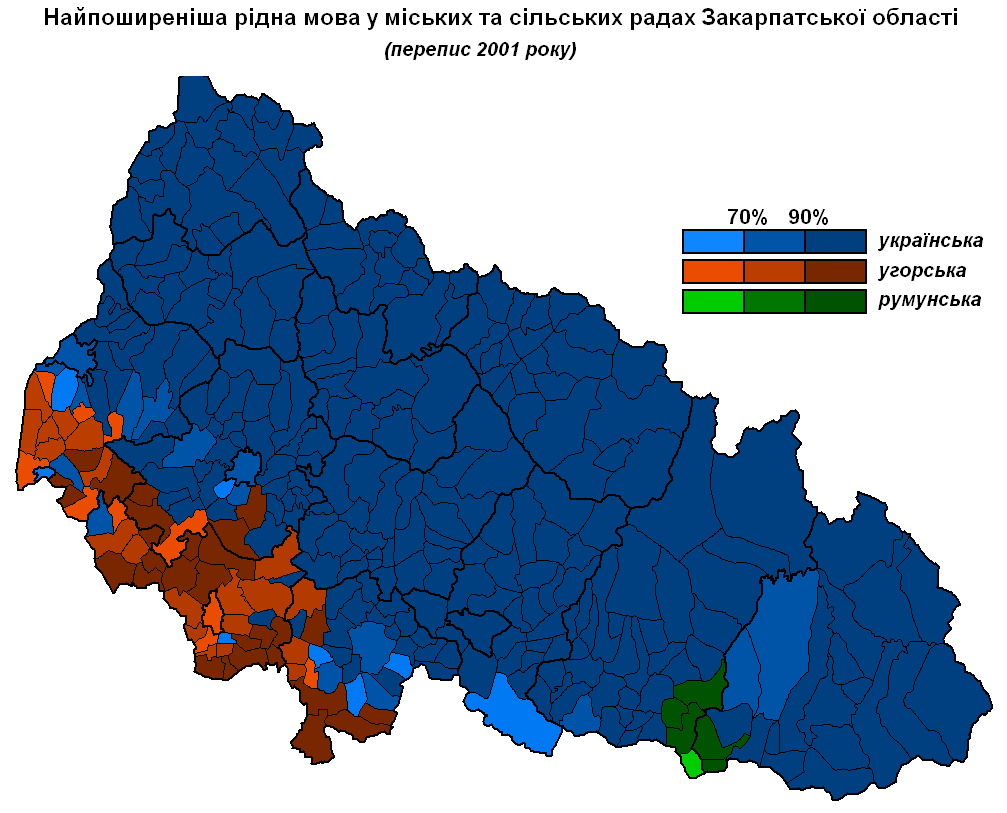
Найпоширеніша рідна мова у міських, селищних і сільських радах Закарпатської області за переписом 2001 року.
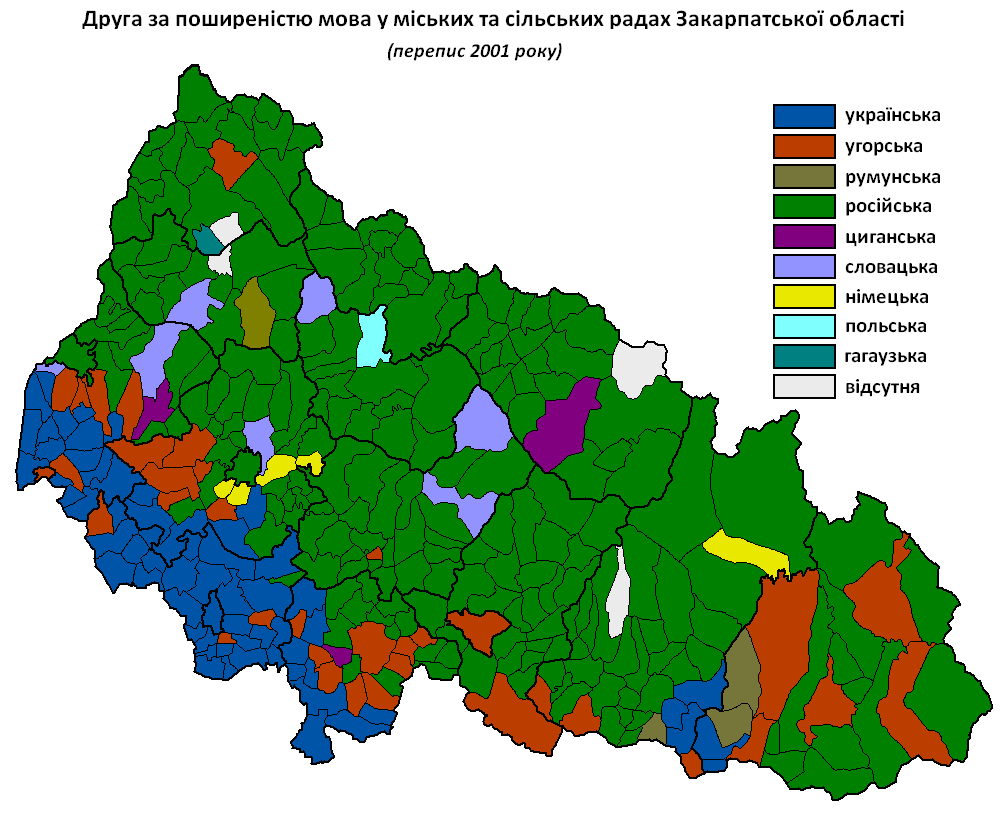
Друга за поширеністю рідна мова у міських, селищних та сільських радах Закарпатської області за переписом 2001 року.

|                           | Населення | Українська | Угорська | Румунська | Російська | Циганська | Словацька | Німецька |
| ------------------------- | --------- | ---------- | -------- | --------- | --------- | --------- | --------- | -------- |
| Ужгород                   | 117 317   | 75,6       | 7,0      | 0,0       | 12,4      | 1,3       | 0,9       | 0,0      |
| Берегове                  | 27 235    | 38,4       | 54,8     | 0,0       | 6,3       | 0,0       | 0,1       | 0,0      |
| Мукачеве                  | 82 346    | 77,6       | 8,5      | 0,0       | 10,7      | 0,0       | 0,1       | 1,1      |
| Хуст                      | 32 348    | 91,0       | 4,3      | 0,0       | 3,8       | 0,4       | 0,1       | 0,1      |
| Берегівський район        | 53 841    | 18,8       | 80,2     | 0,0       | 0,8       | 0,0       | 0,0       | 0,0      |
| Великоберезнянський район | 28 016    | 99,0       | 0,0      | 0,0       | 0,6       | 0,0       | 0,2       |          |
| Виноградівський район     | 117 863   | 72,0       | 26,3     | 0,0       | 1,3       | 0,3       | 0,0       | 0,0      |
| Воловецький район         | 25 336    | 99,1       | 0,1      | 0,0       | 0,7       |           | 0,0       | 0,0      |
| Іршавський район          | 100 881   | 99,0       | 0,1      | 0,0       | 0,7       | 0,0       | 0,1       | 0,0      |
| Міжгірський район         | 50 057    | 99,3       | 0,0      |           | 0,5       | 0,2       |           | 0,0      |
| Мукачівський район        | 101 572   | 84,2       | 13,8     | 0,0       | 0,7       | 0,1       | 0,1       | 0,6      |
| Перечинський район        | 31 790    | 96,6       | 0,2      | 0,9       | 1,3       | 0,3       | 0,6       | 0,0      |
| Рахівський район          | 90 811    | 84,6       | 2,5      | 11,5      | 0,9       | 0,2       | 0,0       | 0,0      |
| Свалявський район         | 55 468    | 97,3       | 0,5      | 0,0       | 1,6       |           | 0,1       | 0,1      |
| Тячівський район          | 172 389   | 83,5       | 2,8      | 12,4      | 1,1       | 0,0       | 0,0       | 0,1      |
| Ужгородський район        | 74 433    | 58,9       | 36,5     | 0,0       | 2,4       | 0,7       | 1,1       | 0,0      |
| Хустський район           | 96 561    | 95,2       | 3,9      | 0,0       | 0,8       |           | 0,0       | 0,0      |
| Закарпатська область      | 1 258 264 | 81,0       | 12,7     | 2,6       | 2,9       | 0,2       | 0,2       | 0,2      |

Українська мова є єдиною офіційною мовою на всій території Закарпатської області.
Між 1991/92 і 2021/22 навчальними роками частка учнів, які здобувають загальну середню освіту в школах і класах з українською мовою викладання в Закарпатській області зросла з 81,7 % до 87,9 %. Зростання відбулося переважно внаслідок українізації шкіл і класів з російською мовою викладання, в яких у 1991/92 навчальному році навчалися 7,3 % учнів області.
За даними Державної служби статистики України у 2023/24 навчальному році у Закарпатській області 163 651 учень здобував загальну середню освіту, з них 146 563 (89,56 %) навчалися в українськомовних класах, 14 623 (8,94 %) — в угорськомовних, 2 347 (1,43 %) — у румунськомовних, 118 (0,07 %) — в словацькомовних. З 71 315 здобувачів середньої освіти в міських закладах освіти, 65 021 (91,17 %) здобували освіту українською, 5 806 (8,14 %) — угорською, 370 (0,52 %) — румунською, 118 (0,17 %) — словацькою. З 92 336 здобувачів середньої освіти в сільських закладах освіти, 81 542 (88,31 %) здобували освіту українською, 8 817 (9,55 %) — угорською, 1 977 (2,14 %) — румунською.
За даними Державної служби статистики України у 2024/25 навчальному році у Закарпатській області 158 790 учнів здобували загальну середню освіту, з них 142 649 (89,84 %) навчалися в українськомовних класах, 13 683 (8,62 %) — в угорськомовних, 2 339 (1,47 %) — у румунськомовних, 119 (0,07 %) — в словацькомовних. З 69 684 здобувачів середньої освіти в міських закладах освіти, 63 677 (91,38 %) здобували освіту українською, 5 507 (7,90 %) — угорською, 381 (0,55 %) — румунською, 119 (0,17 %) — словацькою. З 89 106 здобувачів середньої освіти в сільських закладах освіти, 78 972 (88,63 %) здобували освіту українською, 8 176 (9,17 %) — угорською, 1 958 (2,20 %) — румунською.

### Найбільші населені пункти

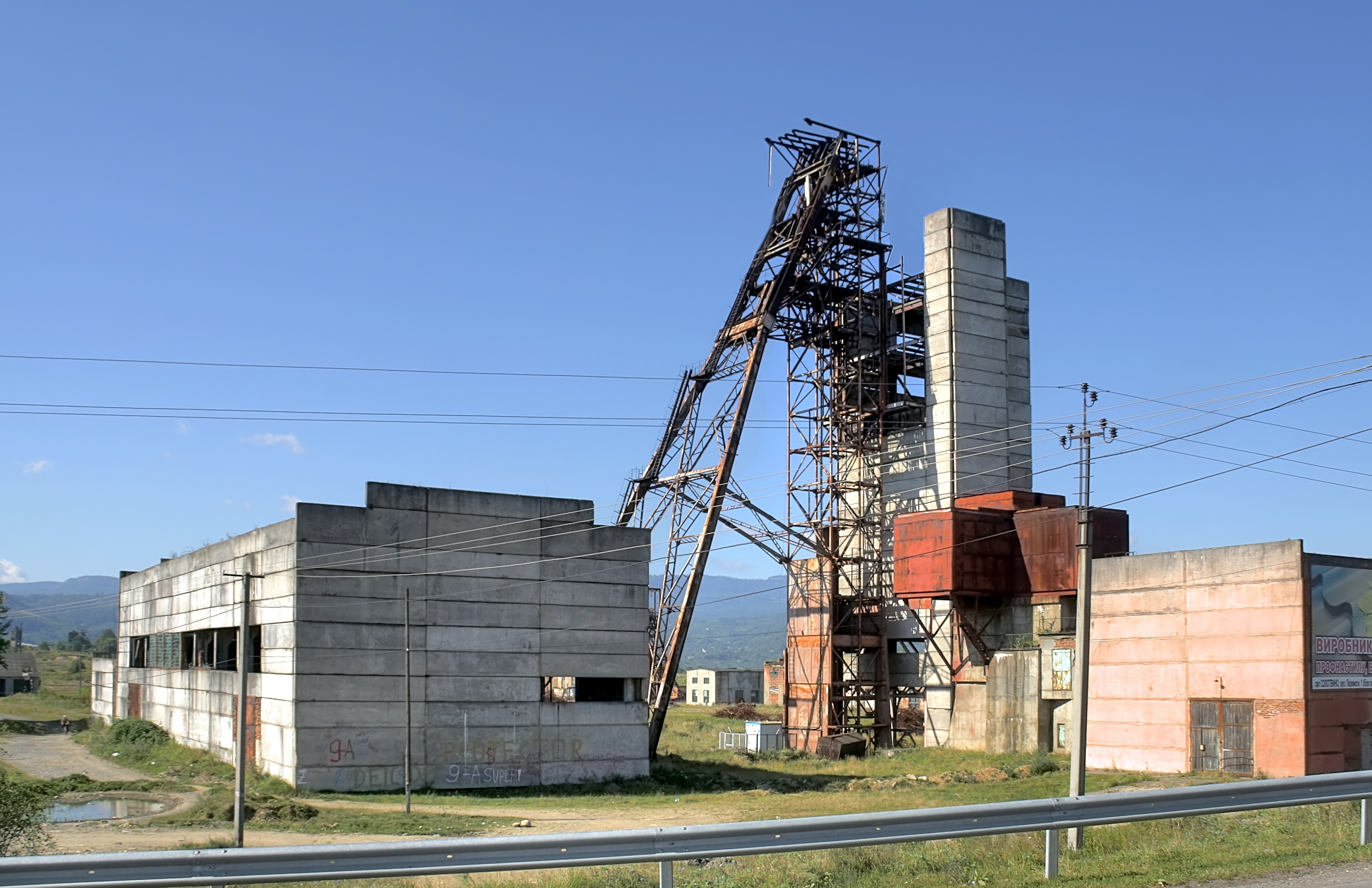
Добування солі у Солотвино, Тячівський район

## Економіка та господарство

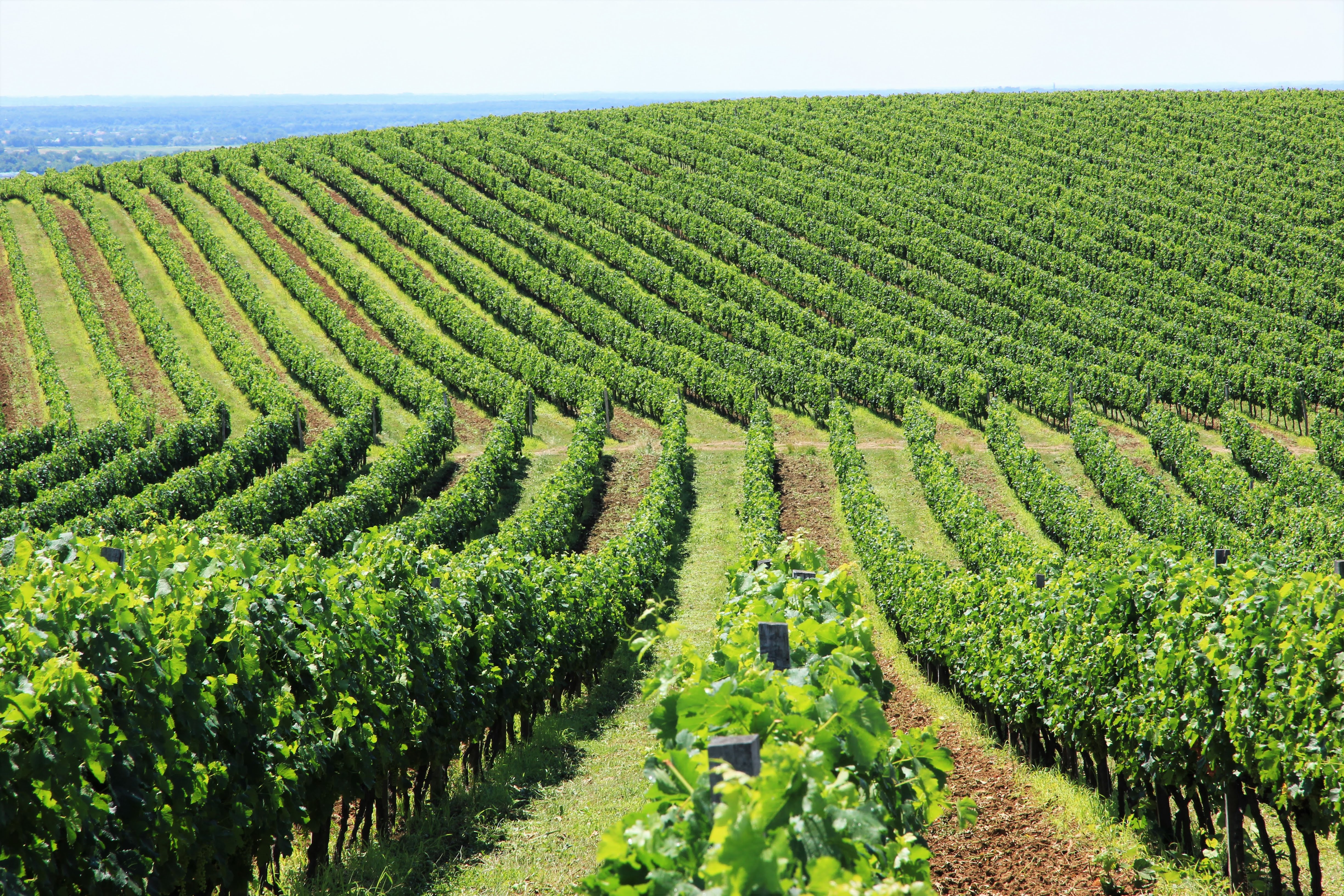
Винградники Шато Чизай у місті Берегово. Закарпаття — один із центрів виробництва вина в Україні.

В умовах реформування економічних відносин акцент робиться на розвиток пріоритетних галузей господарювання — лісова та деревообробна промисловість, легка і харчова галузі, розвиток прикордонного співробітництва, рекреації й туризму тощо. Основна увага приділяється подальшій структурній перебудові всього народногосподарського комплексу, залученню в економіку вітчизняних та зарубіжних інвестицій, розвитку малого і середнього бізнесу, ефективному використанню природноресурсного потенціалу. Станом на 1 липня 2010 року на одного мешканця області припадало 277,6 дол. США прямих іноземних інвестицій, що у 3 рази менше середньоукраїнського показника.
Закарпатська область відома як один із найпрестижніших куточків лікування та відпочинку людей. Розвинута мережа санаторно-курортних комплексів, туристичних баз, унікальні мінеральні джерела та термальні води, понад 400 видів яких уже досліджено, а також краса карпатської природи приваблюють туристів та відпочивальників у будь-яку пору. Санаторії, будинки відпочинку і пансіонати області одночасно можуть приймати до 4000 відпочивальників.
Природні ресурси (корисні копалини): розвідано понад 30 видів корисних копалин, представлених 150 родовищами. Це, зокрема, нетрадиційні для держави поліметали, перліти, цеоліти, ліпарити, поклади баритових руд, каоліну та інших. Здійснюється видобуток кам'яної солі, мармурового вапняку, доломіту тощо.
Рекреаційні ресурси області становлять 5,2 % об'ємного і 5,1 % вартісного потенціалу природних ресурсів рекреації України. У їх комплексі 75 розвіданих і 38 занесених до Кадастру мінвод України типів мінеральних вод із дебітом 3,3 тис. м3 на добу, які є унікальними і відповідають водам типу «Шаянська», «Єсентуки», «Боржомі» і за своїм хімічним складом і лікувальними властивостями не поступаються відомим водам Кавказу, Чехії, Польщі та Франції.
У цілому Закарпаття в економічному плані має всеукраїнське значення, як регіон, що має значний потенціал лісової та деревообробної промисловості, виноробства, овочівництва, молочної промисловості, виробництва тютюну, мінеральних вод. Мальовнича природа та історичні пам'ятки можуть стати підставою для значного розвитку туризму та курортної справи.
Станом на осінь 2012 р. область повністю відмовилася від централізованого опалення і перейшла на автономне. Спеціалісти порахували: економія сягне 120 мільйонів кубометрів на рік.

### Гідроенергетика області
Закарпатська область споживає за рік 2,0 млрд кВт·год електроенергії. Гідроелектростанції області виробляють 120—160 млн кВт·год на рік (6—8 % від загального споживання). Виробництво зосереджено на чотирьох гідроелектростанціях: Теребле-Ріцькій ГЕС (потужністю 27,0 МВт); Оноківській ГЕС (2,65 МВт); Ужгородській ГЕС (1,9 МВт); Білинській ГЕС (0,63 МВт). Гідроенергетичні ресурси Закарпаття на одиницю площі найвищі в Україні і складають 10,2 млрд кВт·год, що становить майже чверть цих ресурсів України. Технічно доцільний гідропотенціал становить 3,5 млрд кВт·год.

## Злочинність
Рівень злочинності за 2012 рік на 10 тис. населення складає 45,7 злочину, з них 17,7 тяжких та особливо тяжких.

## Транспорт

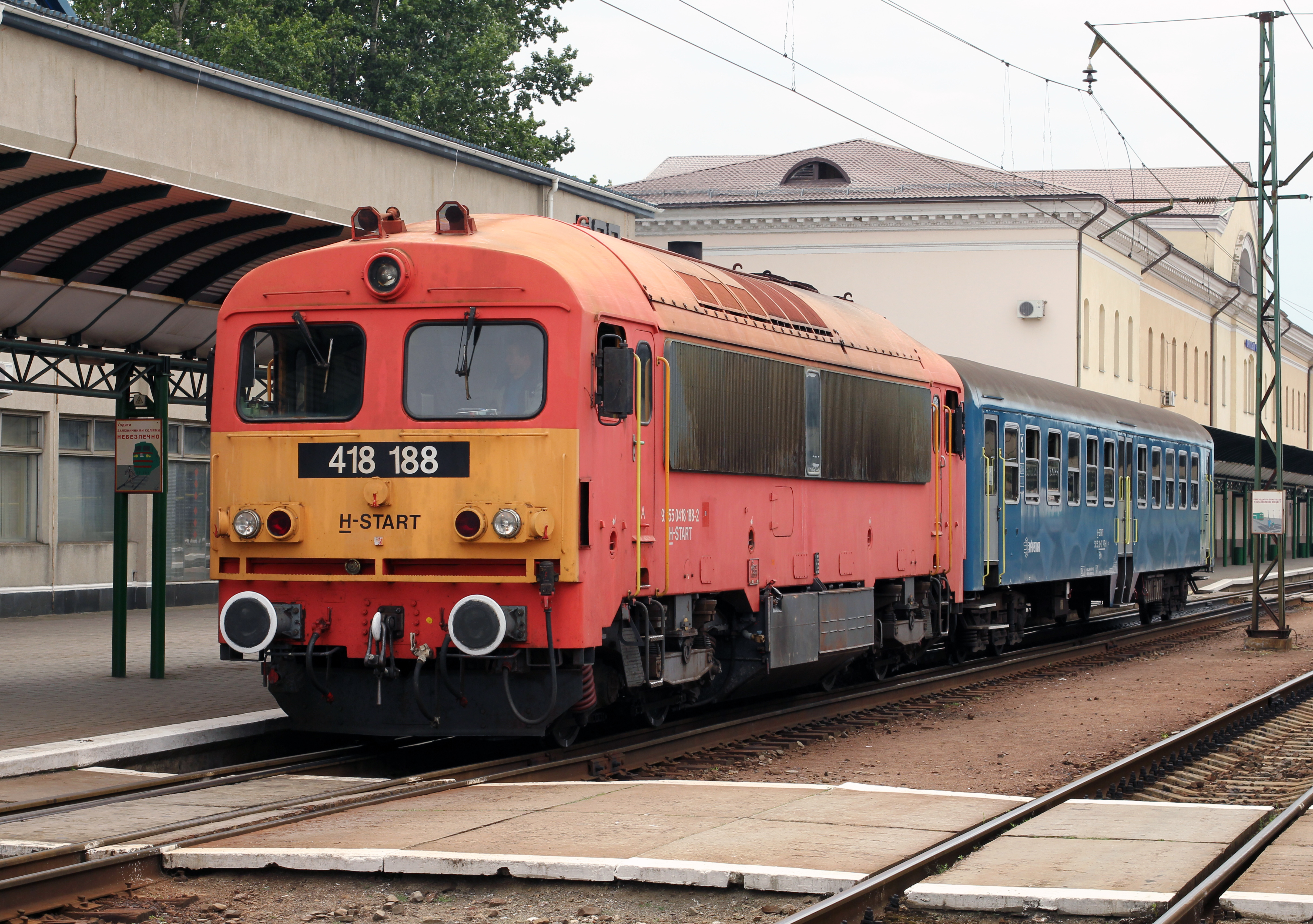
Угорський дизельний локомотив на станції Чоп

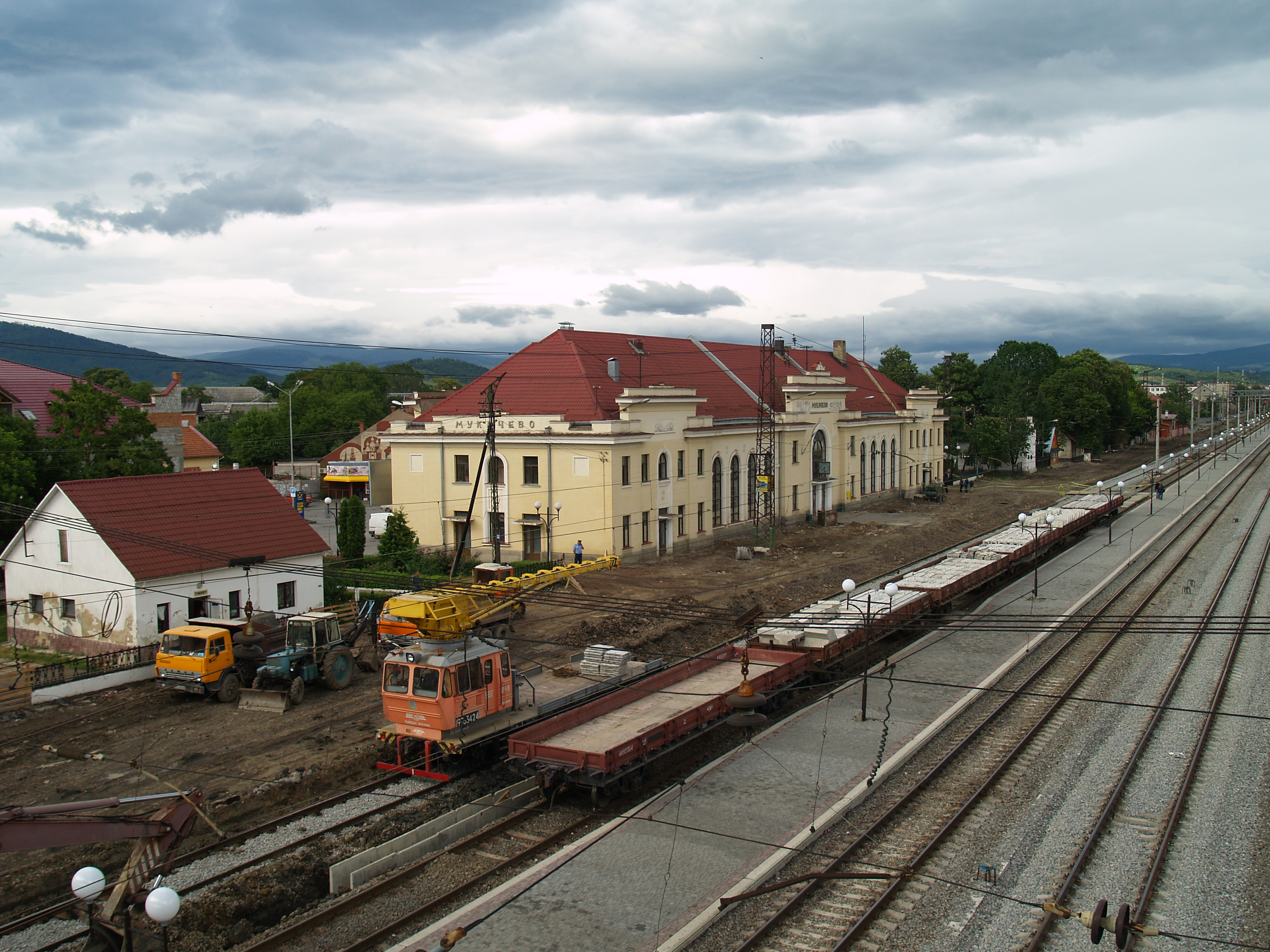
Залізнична станція Мукачево

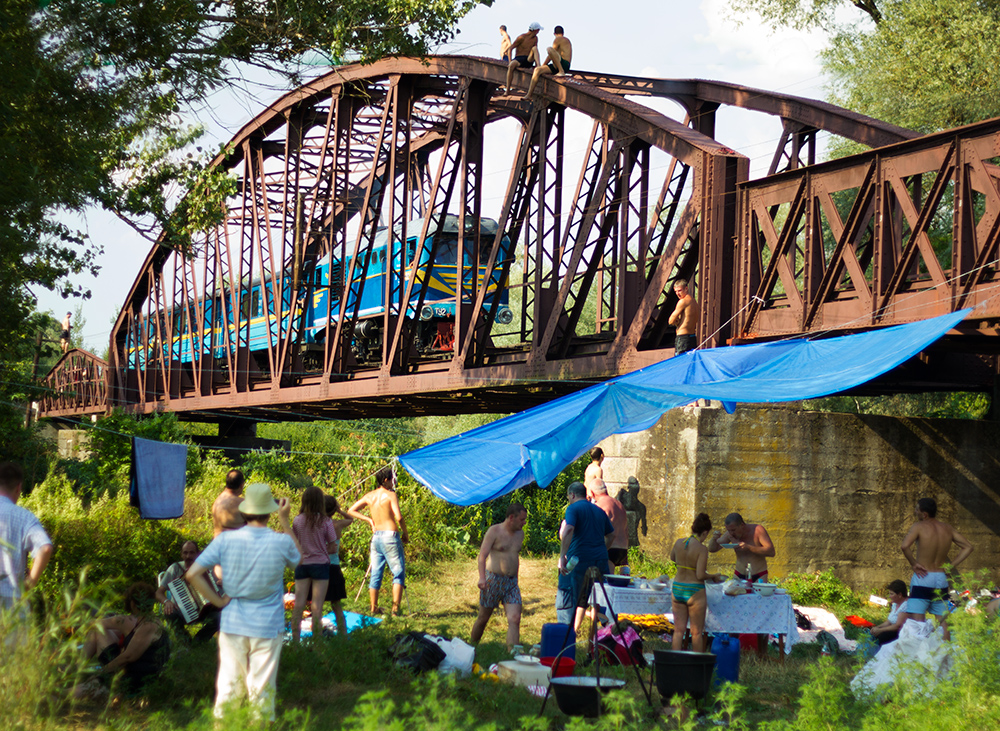
Боржавська вузькоколійна залізниця

Закарпатська область має 580 км залізничних шляхів (без вузькоколійних) і 2740 автомобільних шляхів із твердим покриттям (1955).

### Залізничний транспорт

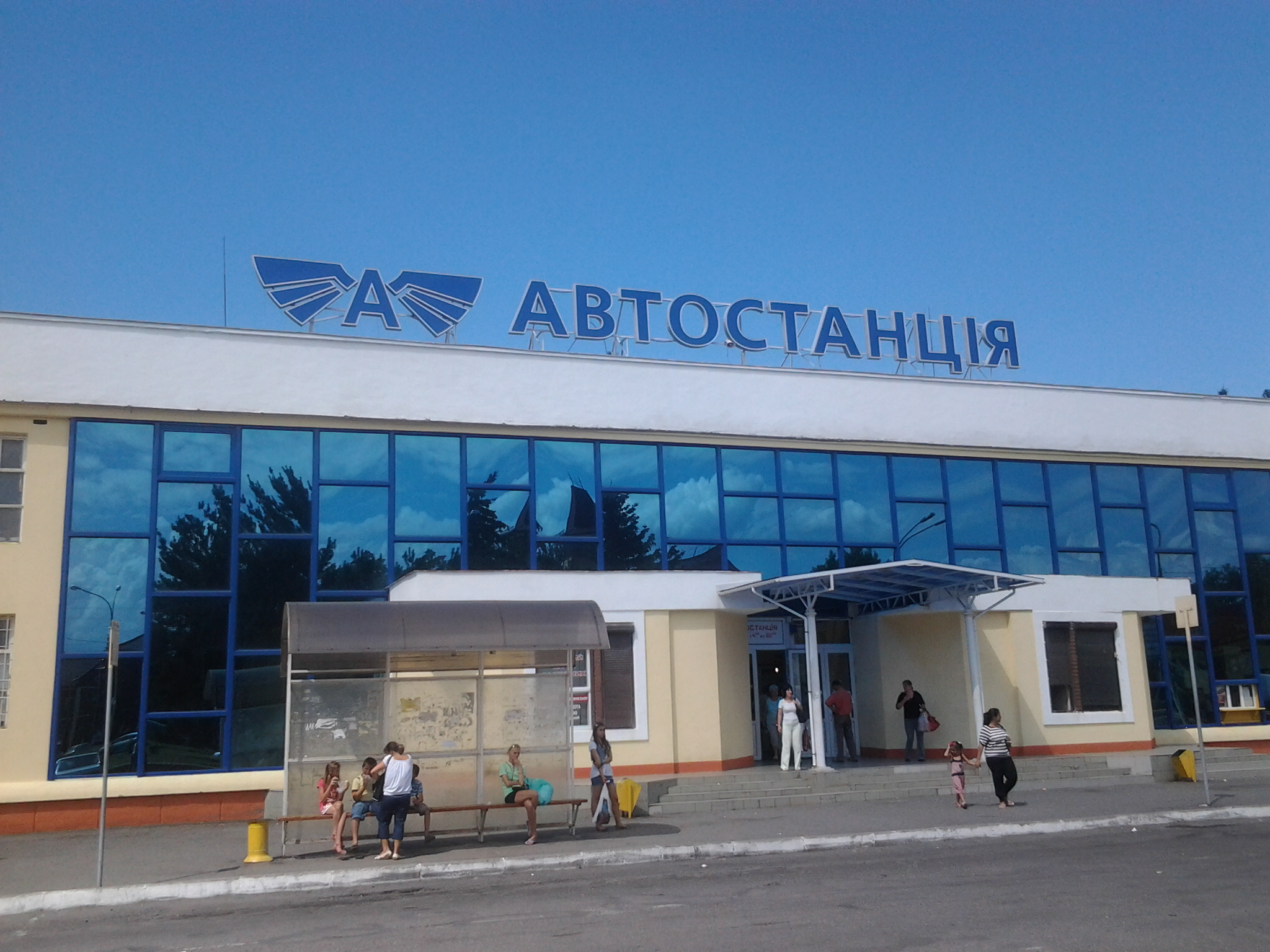
Ужгородська автостанція

Нині найбільше значення має поперечна залізнична магістраль Чоп — Батьово (вузлова) — Мукачево — Воловець — перевал Бескид — Лавочне (Львівська область) — Стрий — Львів. Вона є частиною 5 Міжнародного транспортного коридору. На ділянці Скотарське — Бескид побудований новий, понад двокілометровий Бескидський тунель, оскільки попередній тунель, побудований ще наприкінці XIX століття, був розрахований лише на одну колію і став непридатним до експлуатації. Цією магістраллю проходить основний вантажний та пасажирський потік, курсують пасажирські потяги не лише між Ужгородом та Львовом, Києвом та іншими містами України, а й міжнародні поїзди, які сполучають насамперед Угорщину, Словаччину та Австрію з Україною.
Другою за значенням є також поперечна одноколійна магістраль Чоп — Ужгород — Великий Березний — Ужоцький перевал — Сянки — Самбір — Львів. Призначена вона в основному для вантажних перевезень — залізної руди до металургійного комбінату «Ю. С. Стіл Кошице» (Словаччина), курсують тут приміські потяги сполученням Сянки-Мукачево та одна пара пасажирського потягу Київ — Солотвино.
Третьою поперечною залізничною лінією є відрізок Ділове — Берлибаш — Рахів — Ясіня — Татарський перевал — Ворохта — Яремче — Делятин — Івано-Франківськ. Відрізок є одноколійним та неелектрифікованим. Від 2014 року його значення зросло, тут стали курсувати не лише дизель-потяги (місцева назва — «Червона Рута»), а й ряд пасажирських потягів далекого сполучення з Рахова до Києва, Одеси, Харкова.
Поздовжня лінія сполученням Чоп — Батьово — Берегове — Королево — Хуст — Тячів — Тересва — Солотвино — (недіючий відрізок до Великого Бичкова), має нині підрядне значення, але у 1920—1945 роках вона була головною магістраллю тодішньої Підкарпатської Русі. Від Батєва до Солотвина відрізок одноколійний та неелектрифікований. Основною проблемою для цієї ділянки, і загалом внутрішього закарпатського залізничного сполучення, є розірваність кордоном — 40 км колії між ст. Тересва та ст. Берлебаш (Ділове) пролягає на лівому березі річки Тиса, тобто на території Румунії.
Через складні митні та прикордонні процедури, неузгодженість тарифної політики українські потяги практично не можуть користуватися цим відрізком колії. Тож Рахівський район відрізано в прямому залізничному сполученні від Ужгорода та решти Закарпатської області, хоча між 1919 та 1938 роками між тодішньою Чехословаччиною та Румунією діяла угода про привілейований транзитний рух (так звана «пеажна угода»), яка дозволяла проходження поїзда Прага — Ясіня без митного та паспортного контролю пасажирів (те саме стосувалося румунського поїзда сполученням Сату-Маре — Сигету-Мармацієй, який курсував через Королево).
У Закарпатській області розташована низка залізничних прикордонних переходів:
- до Словаччини: вантажний — Ужгород — Матьовце (див. Ширококолійна залізниця Ужгород — Ганиська) та пасажирський і вантажний Чоп — Чєрна-над-Тисою (курсують пасажирські потяги Київ-Кошице та Мукачево-Кошице);
- до Угорщини: пасажирський Чоп — Загонь (курсують потяги Київ-Відень, Мукачево-Будапешт і Мукачево — Загонь) та вантажний Батєве — Еперєшке;
- до Румунії: вантажний Дяково — Халмеу; Тересва — Кимпулунг-ла-Тіса (комуна) та Берлебаш — Валя Вишеулуй — Пасажирське й вантажне сполучення тут відсутнє з 2006 року. На румунській ділянці, яка веде від Ділового до Тересви вздовж лівого берега Тиси попри державний кордон з Україною, паралельно із широкою (російською) шириною колії використовується і нормальна (європейська) ширина колії.

Наявні також вузькоколійні (750 мм) залізниці, справною станом на 2012 рік є Боржавська вузькоколійна залізниця (Берегове — Хмільник — Іршава — Виноградів), до 1998 року діяла Усть-Чорнянська залізниця (Тересва — Усть-Чорна — Турбат), яка була знищена повінню. Вузькоколійки перебувають у сильному занепаді. Незначна частина інфраструктури вузькоколійок перенесена до с. Колочава, до музею просто неба «Старе село». Діють громадські організації, які закликають зберегти Боржавську вузькоколійку для розвитку туризму.

### Автомобільний транспорт
Автомобільний транспорт має для Закарпатської області більше значення, ніж в інших частинах України, він доповнює залізничну мережу. Найважливіші відрізки автодоріг:
- автошлях М06 Чоп — Ужгород — Мукачево — Свалява — Нижні Ворота — Львівська область;
- автошлях Р53 Ужгород — Перечин — Ужок — Львівська область;
- автошлях Н09 Мукачеве — Сільце — Хуст — Тячів — Рахів — Ясіня — Івано-Франківська область;
- автошлях Р21 Хуст — Міжгір'я — Торунь — Івано-Франківська область;
- поздовжні гірські шляхи: Перечин — Свалява, Нижні Ворота — Міжгір'я — Колочава тощо.

### Інші види транспорту
Громадський автомобільний транспорт забезпечується автобусами державних АТП та приватними маршрутними таксі. Електротранспорт у містах відсутній, Ужгород — єдиний обласний центр України, у якому не курсують тролейбуси та трамваї.
Пасажирський аеропорт час від часу діє в Ужгороді.
Річковий транспорт відсутній. Прповодяться спортивні та туристичні сплави по Тисі.
Закарпатською областю пролягають міжнародні продуктопроводи («Дружба», «Уренгой — Ужгород»), лінії електропередач.

## Засоби масової інформації

### Телеканали
- Суспільне Ужгород
- М-Студіо
- 21 Ужгород

### Радіостанції

#### Регіональні
- Українське радіо. Ужгород
- Закарпаття FM
- Голос Надії
- Радіо 7
- Тиса FM
- Світ FM

#### Місцеві
- Захід FM+ (Мукачево)
- Радіо Хуст (Хуст)
- Радіо Пульс - Pulzus Rádió FM (Мужієво)
- Гуцульське радіо (Сойми)

## Мінеральні води

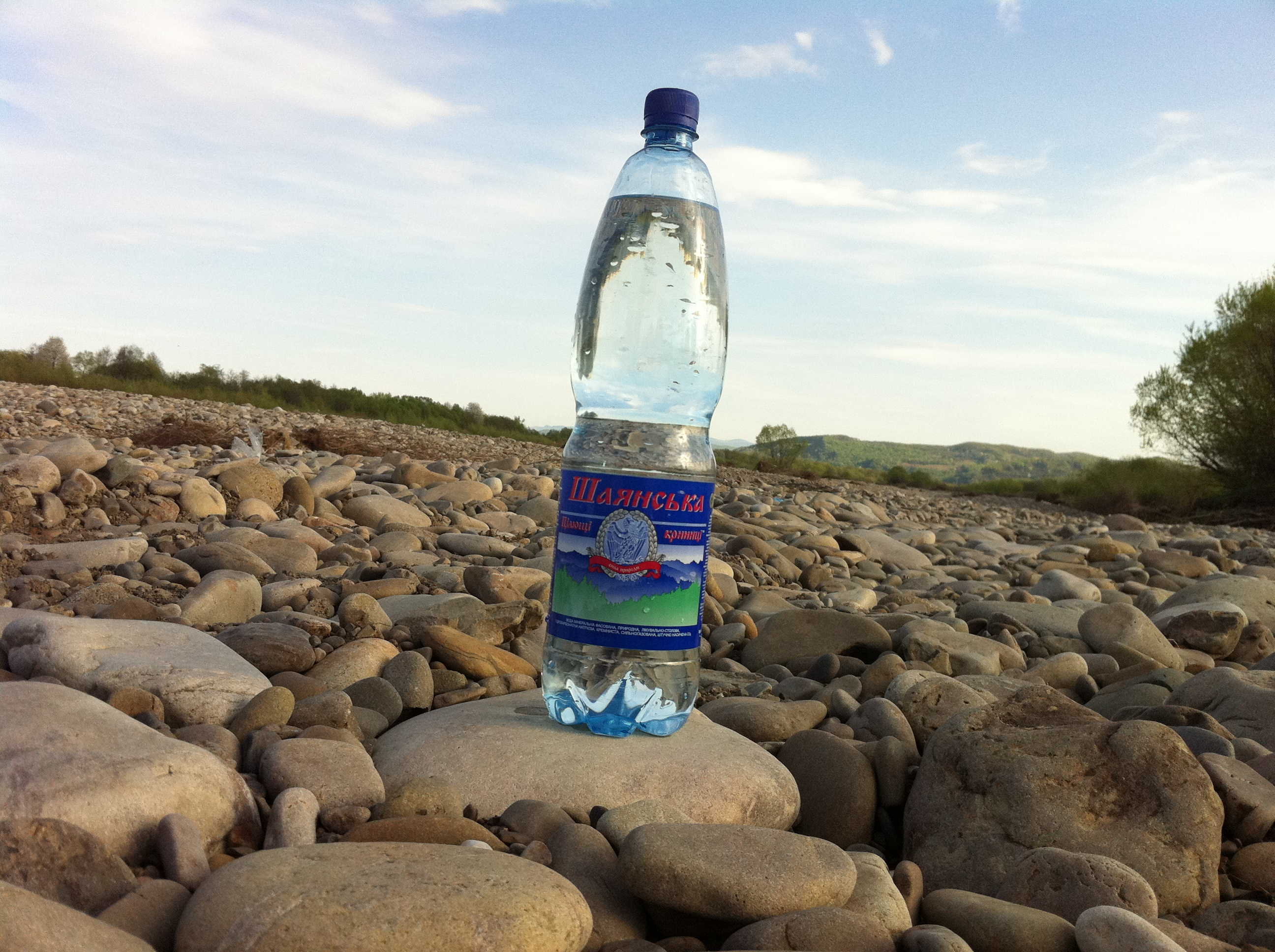
Шаянська

Загальні відомості Мінеральні води Закарпаття, що можуть використовуватись із лікувальною метою, представлені 62 основними родовищами, які були визначені на основі розвідувальних робіт, проведених Берегівською геологічною експедицією, гідрогеологічними групами об'єднання «Закарпаткурорт», Українським НДІ медичної реабілітації та курортології. За даними першого Кадастру мінеральних вод України (1996) із 205 родовищ мінеральних вод, що освоєні в Україні, 39 (19 %) — на території Закарпаття.
Вивчення фізико-хімічного складу МВ виявило, що практично не існує «унікальних» вод. Усі води можуть бути розділені на певні класи та групи. За своїми властивостями виділяються аналоги тих чи інших вод.
Загалом по Україні переважають сульфатні, за ними хлоридні натрієві води, а в Закарпатті розташовані основні запаси вуглекислих гідрокарбонатних натрієвих вод та гідрокарбонатних вод інших типів. Водночас сульфатні води — рідкісні для Закарпаття. За газовим складом основна частина МВ Закарпаття — вуглекислі (75,0 %), азотні та азотно-метанові (18,0 %), сульфідні (7,0 %). Відомо, що в певних геологічних умовах можуть формуватися тільки МВ відповідного хімічного складу. Це зумовило специфіку розповсюдженості МВ і на Закарпатті.
До найвідоміших мінеральних вод Закарпаття належать: «Шаянська», «Драгівська», «Поляна-Купіль», «Свалявська», «Лужанська», «Поляна квасова», «Плосківська».

## Туризм та рекреація

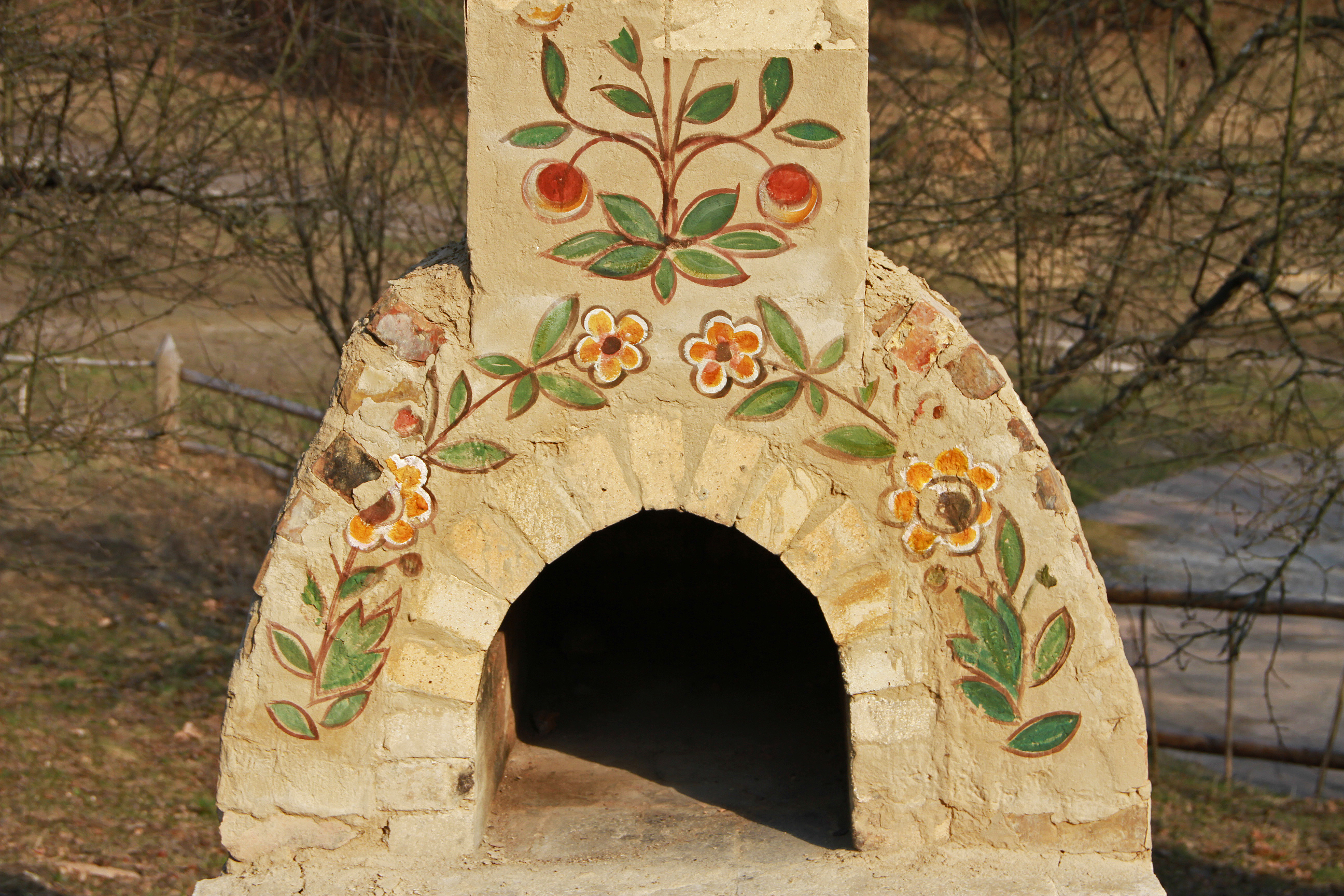
Піч у садибі з села Медведівці Мукачівського району

Див. також Водоспади Закарпатської області
- Ялинський
- Шипіт
- Шипіт верхній (біля с. Пилипець)
- Лихий
- Скакало
- Труфанець
- Вишоватські
- Воєводин
- Тарничин
- Городилівський
- Драгобратський
- Кам'янецький
- Кобилецький Гук

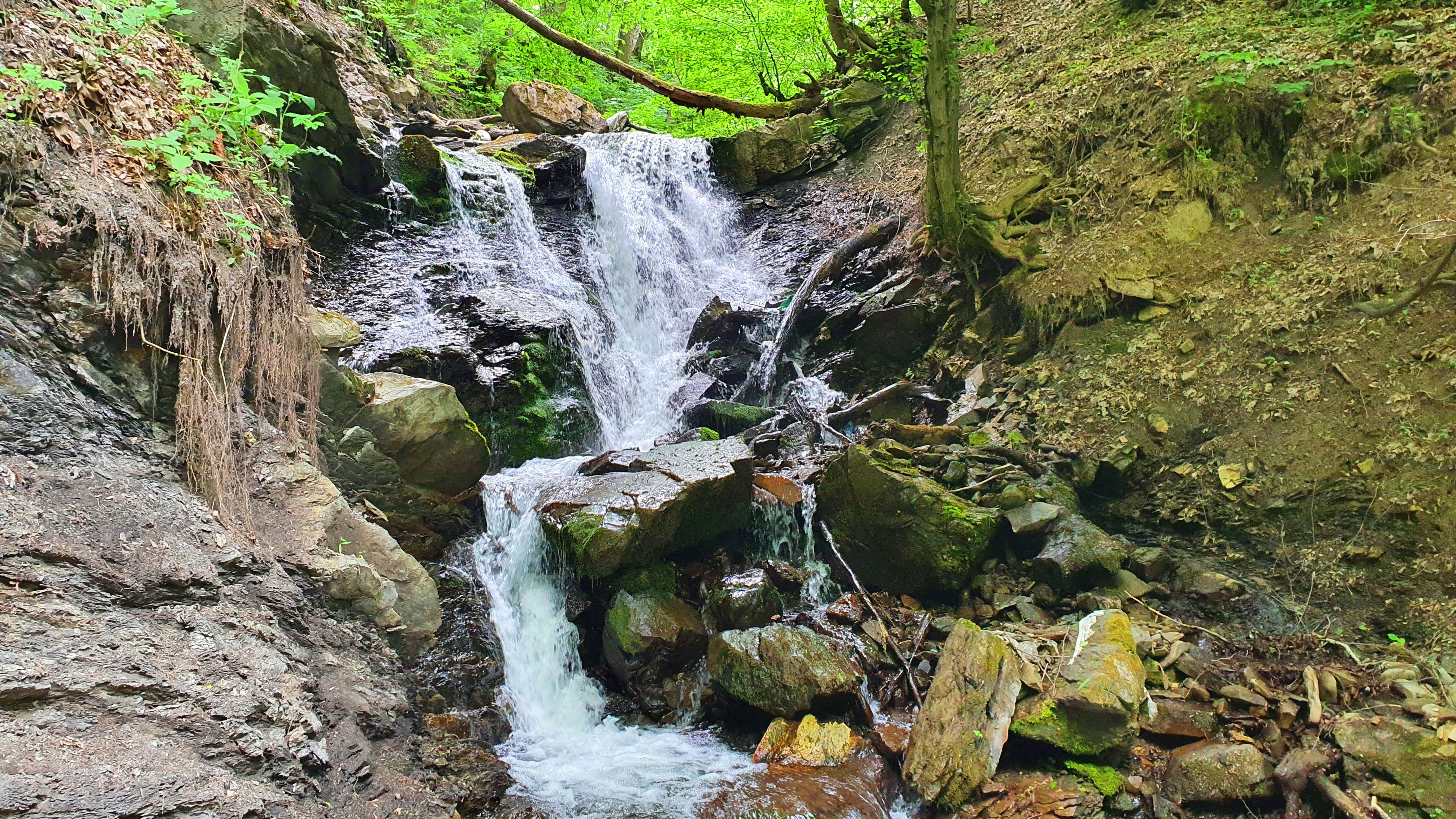
Малотростянецький водоспад

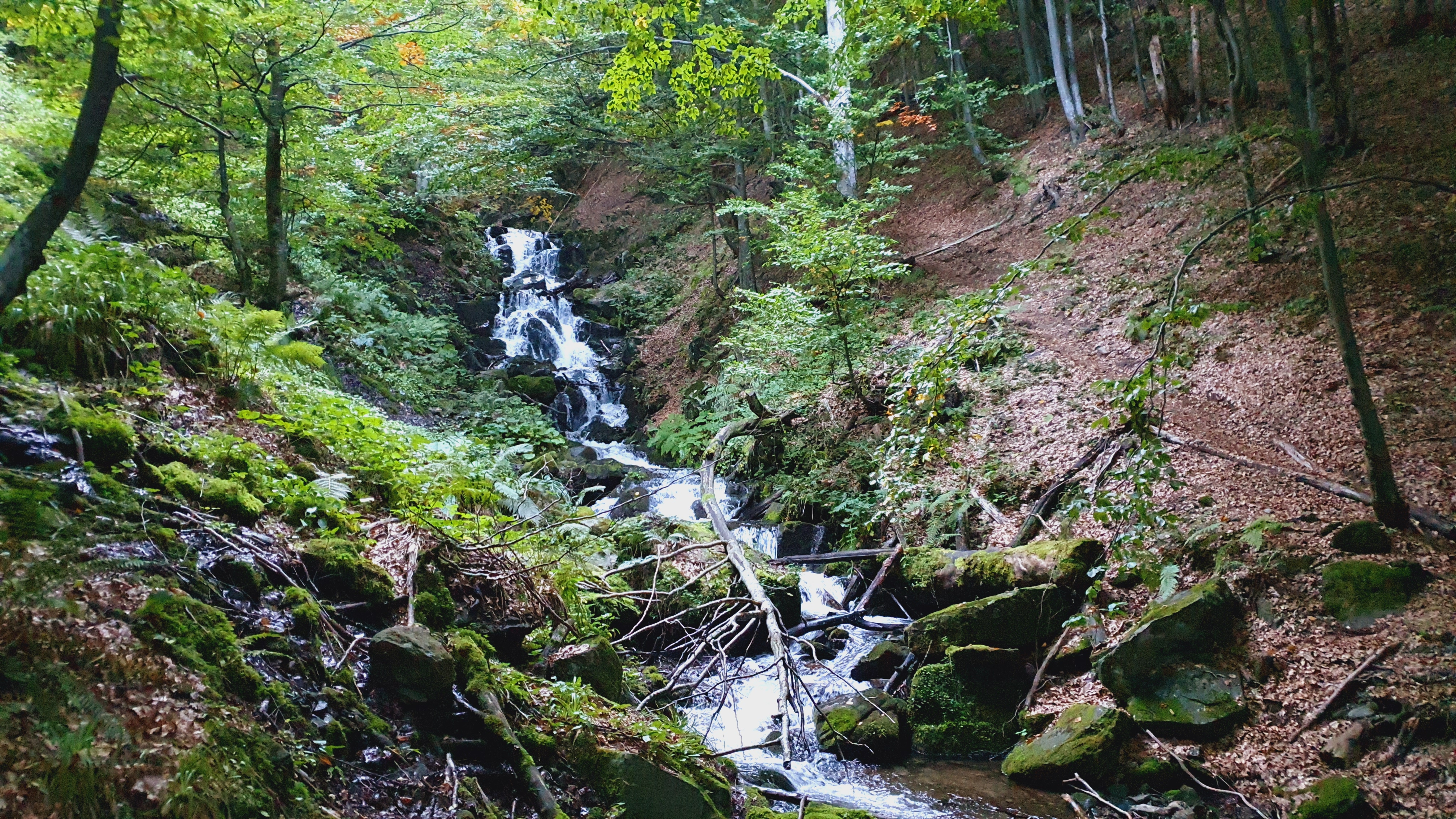
Водоспад Шипіт верхній

- Лумшорські водоспади: Соловей, Буркач, Давір, Переступень, Крутило.
- Ніреський
- Плішка
- Юнтур (біля Воєводина)
- Білий (на потоці Білий)
- Білий нижній (біля с. Ділове на потоці Білий)
- Ганицький (на лівій притоці р. Тересви, біля с. Ганичі)
- Лоцій (водоспад у м. Рахів)
- Кам'яний
- Явірниковий (біля с. Ділове на однойменному струмку, ліва притока річки Білий)
- Полонсько-Кузійський (Кузій)
- Малотростянецький
- Шумило (заказник Зачарована долина, біля с. Ільниця)
- Ільничка
- Гучало (заказник Зачарована долина, біля с. Підгірне)
- Кам'янка (національний природний парк Зачарований край, поблизу с. Осій)
- Міндзиндзьох
- Рудавець (біля с. Майдан, на однойменному струмку, ліва притока р. Голятинка, бас. Ріки)

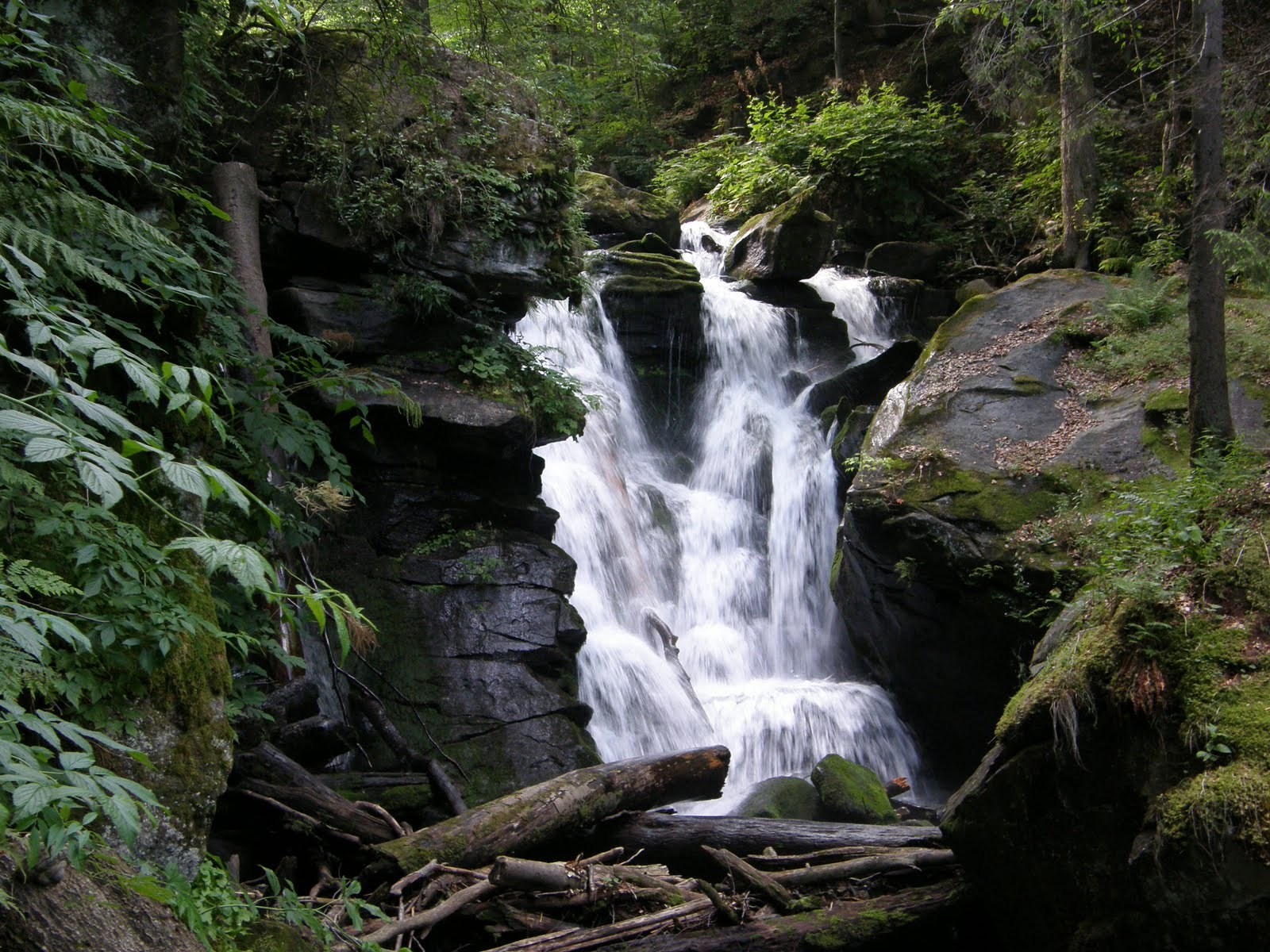
Водоспад Воєводин
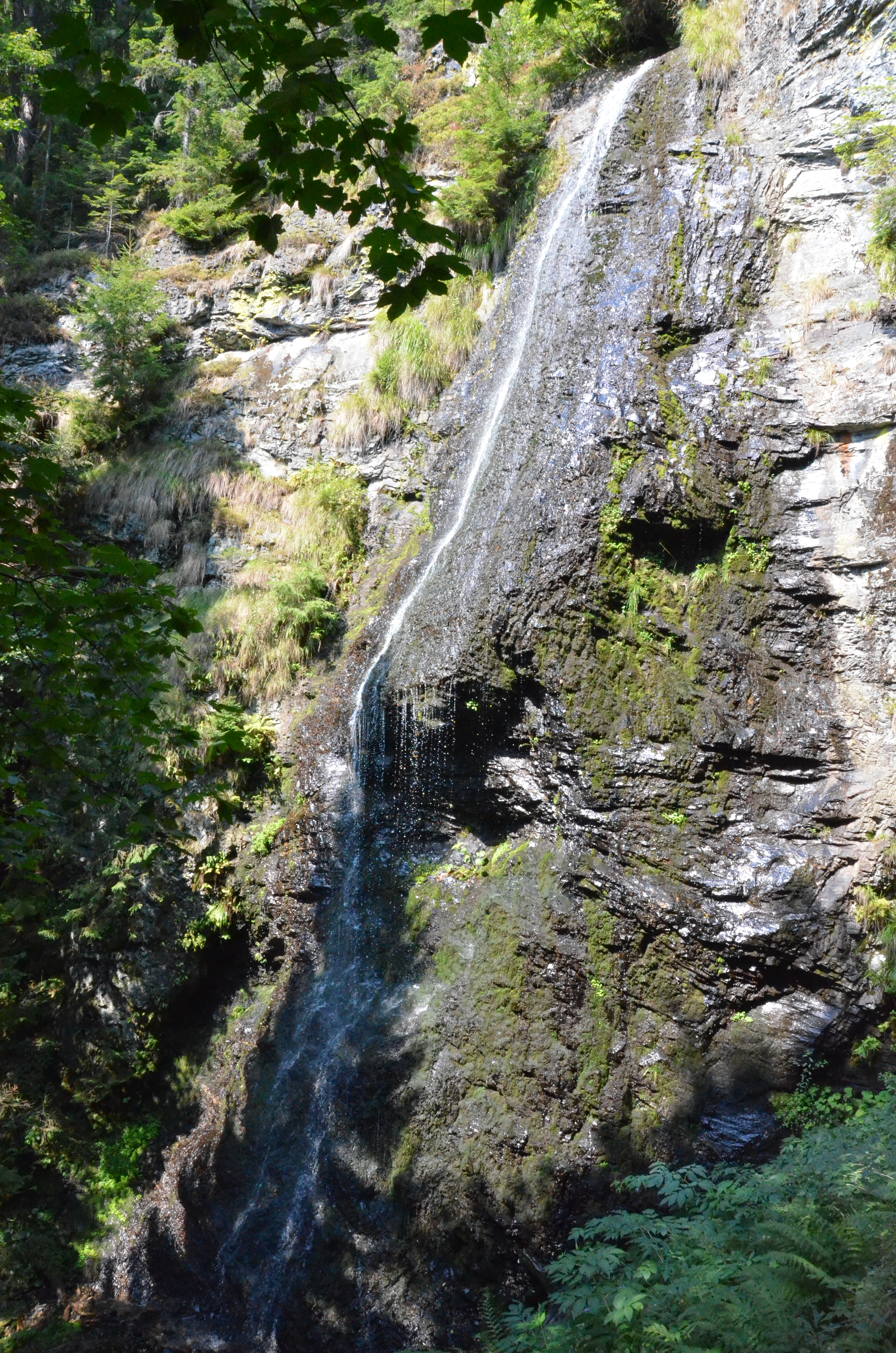
Ялинський водоспад
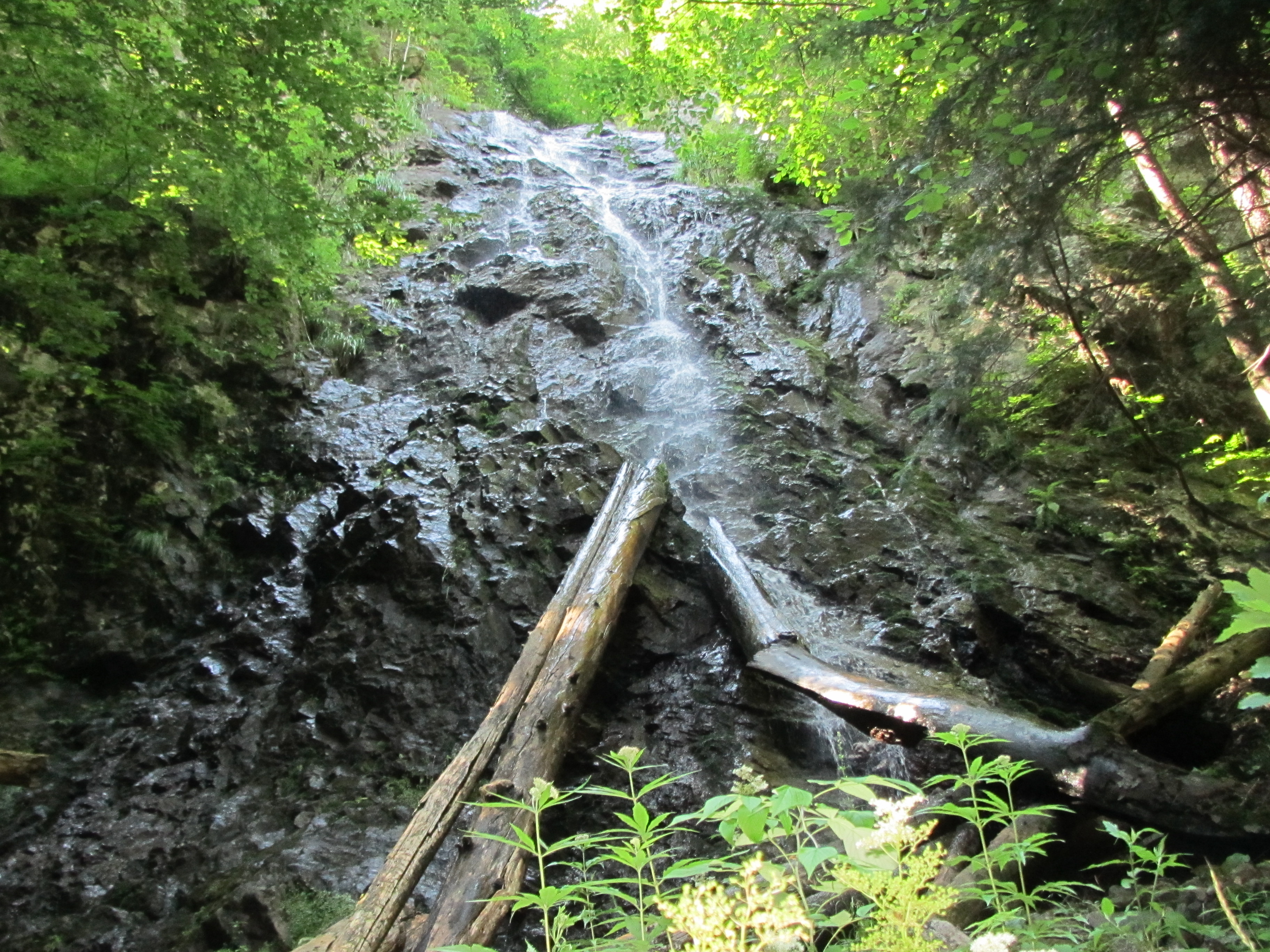
Водоспад Лихий
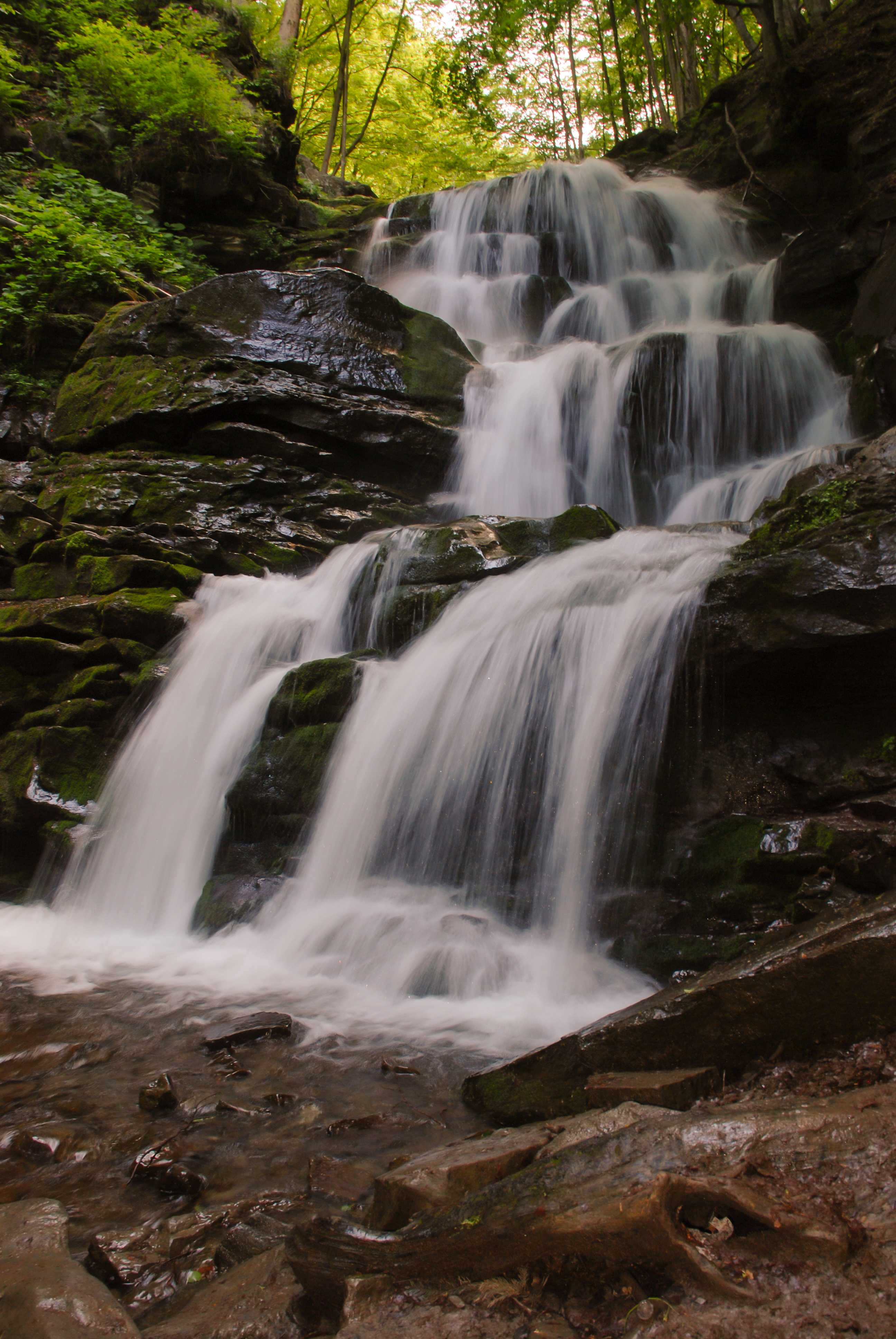
Водоспад Шипіт
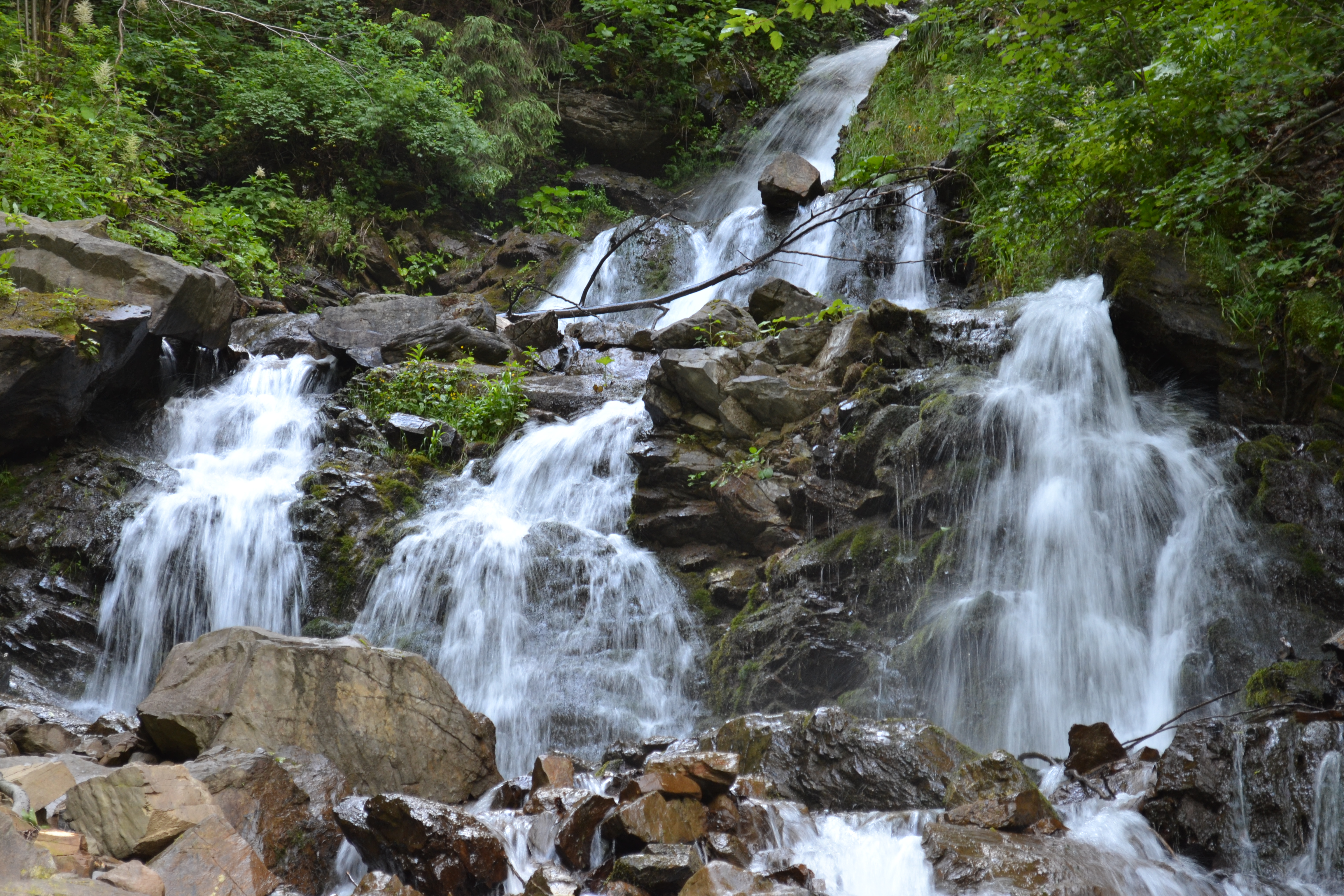
Труфанець
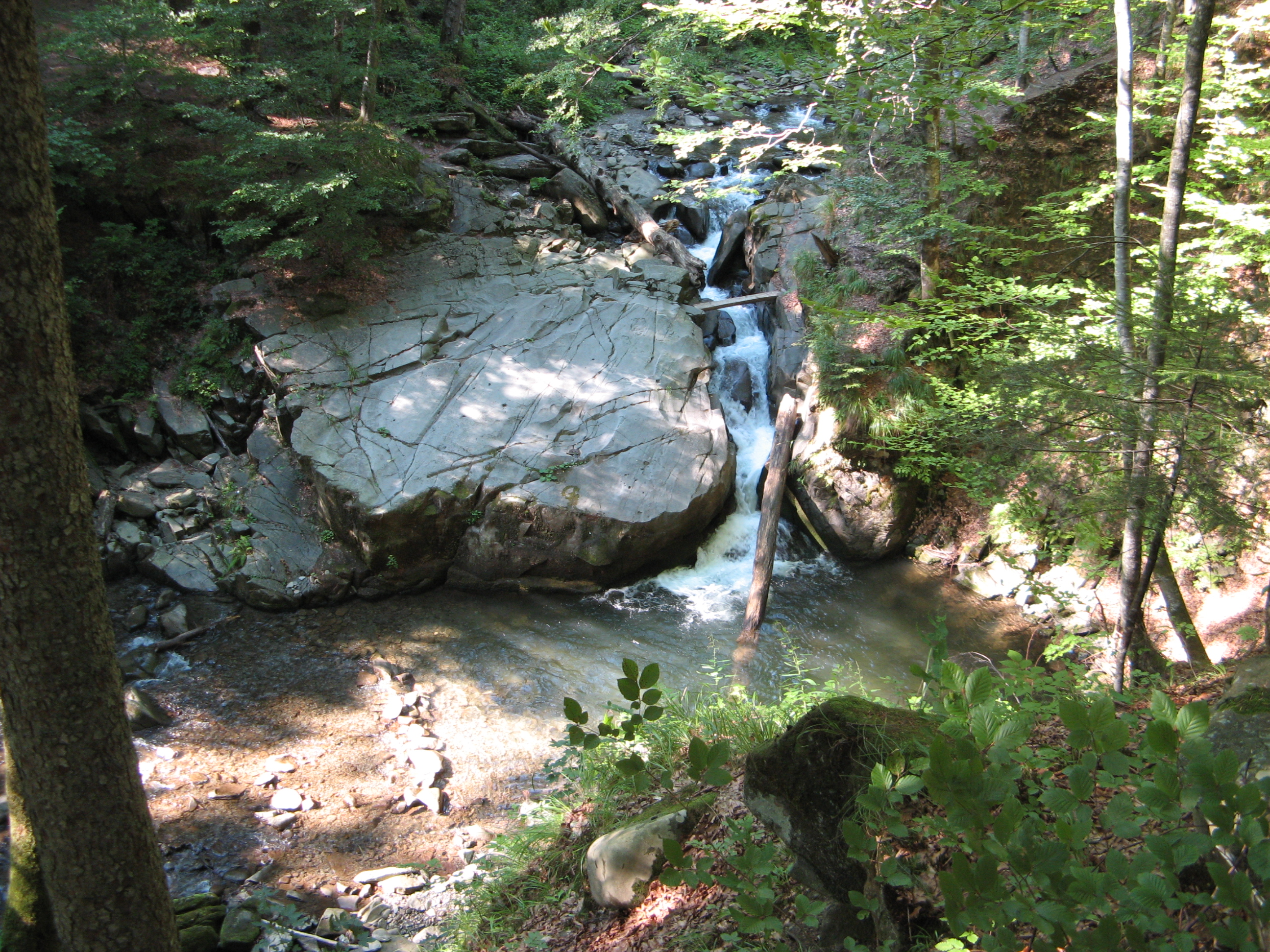
Водоспад Соловей
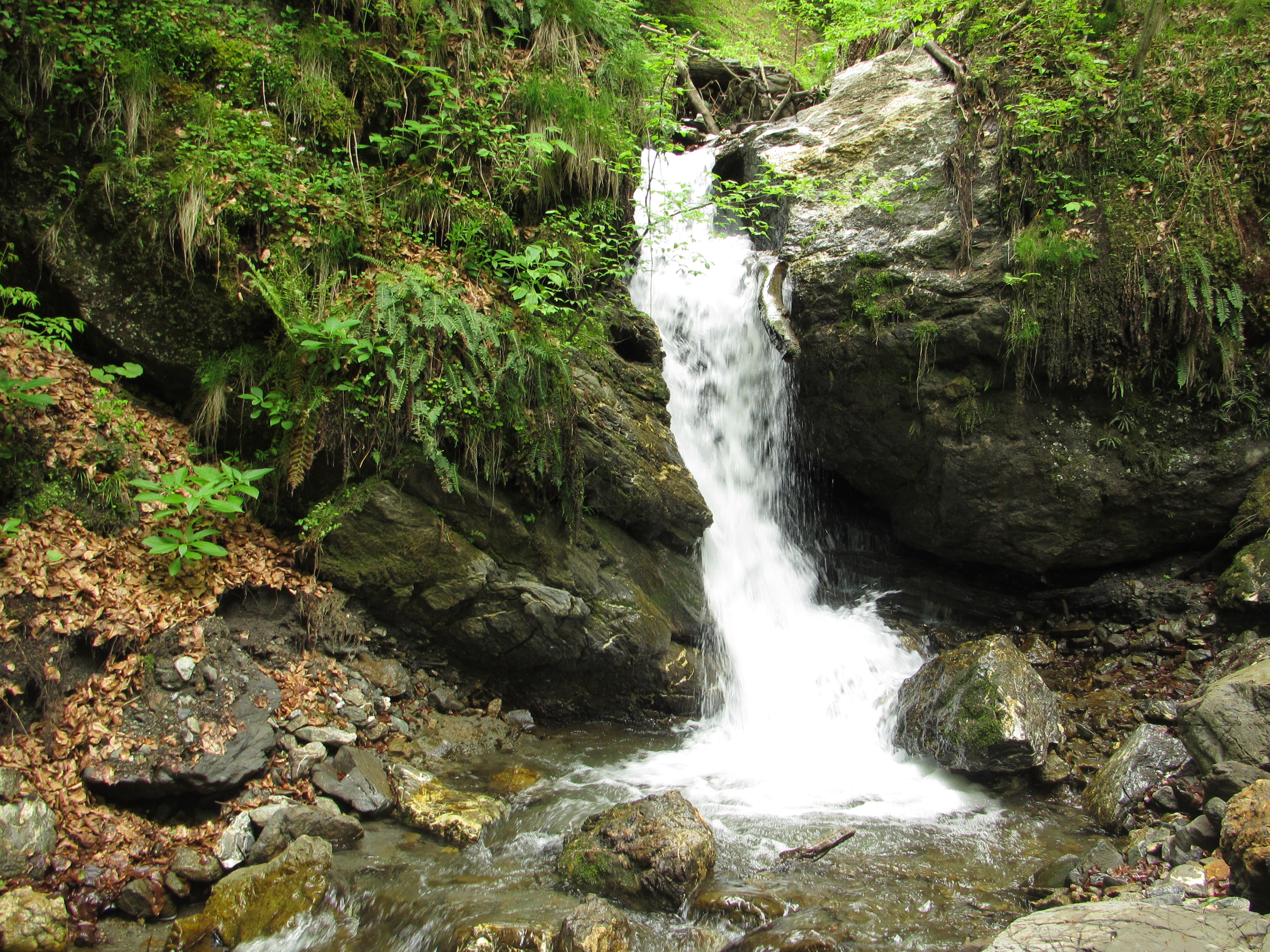
Кам'яний
- Водоспад Лоцій
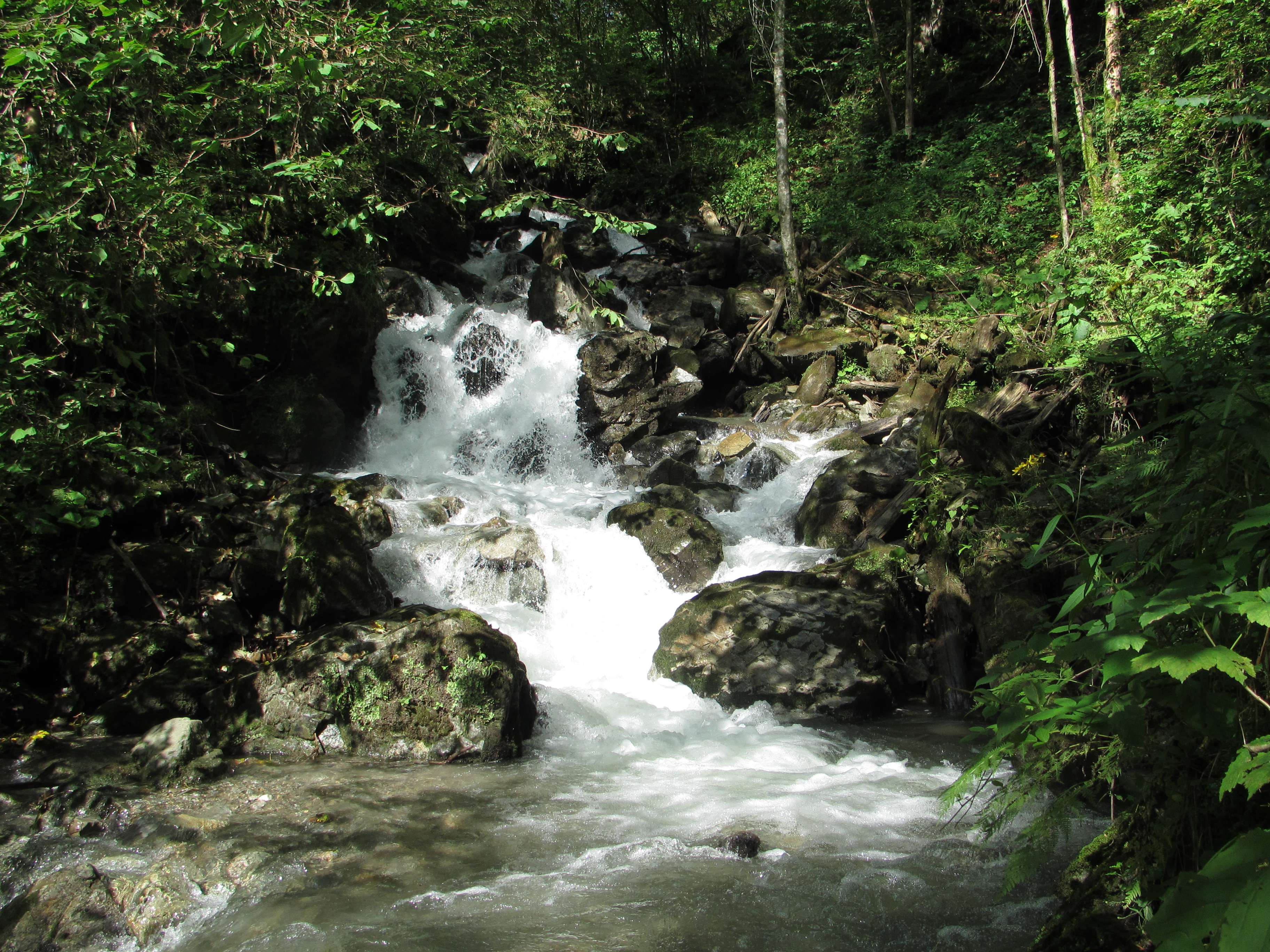
Водоспад Білий нижній
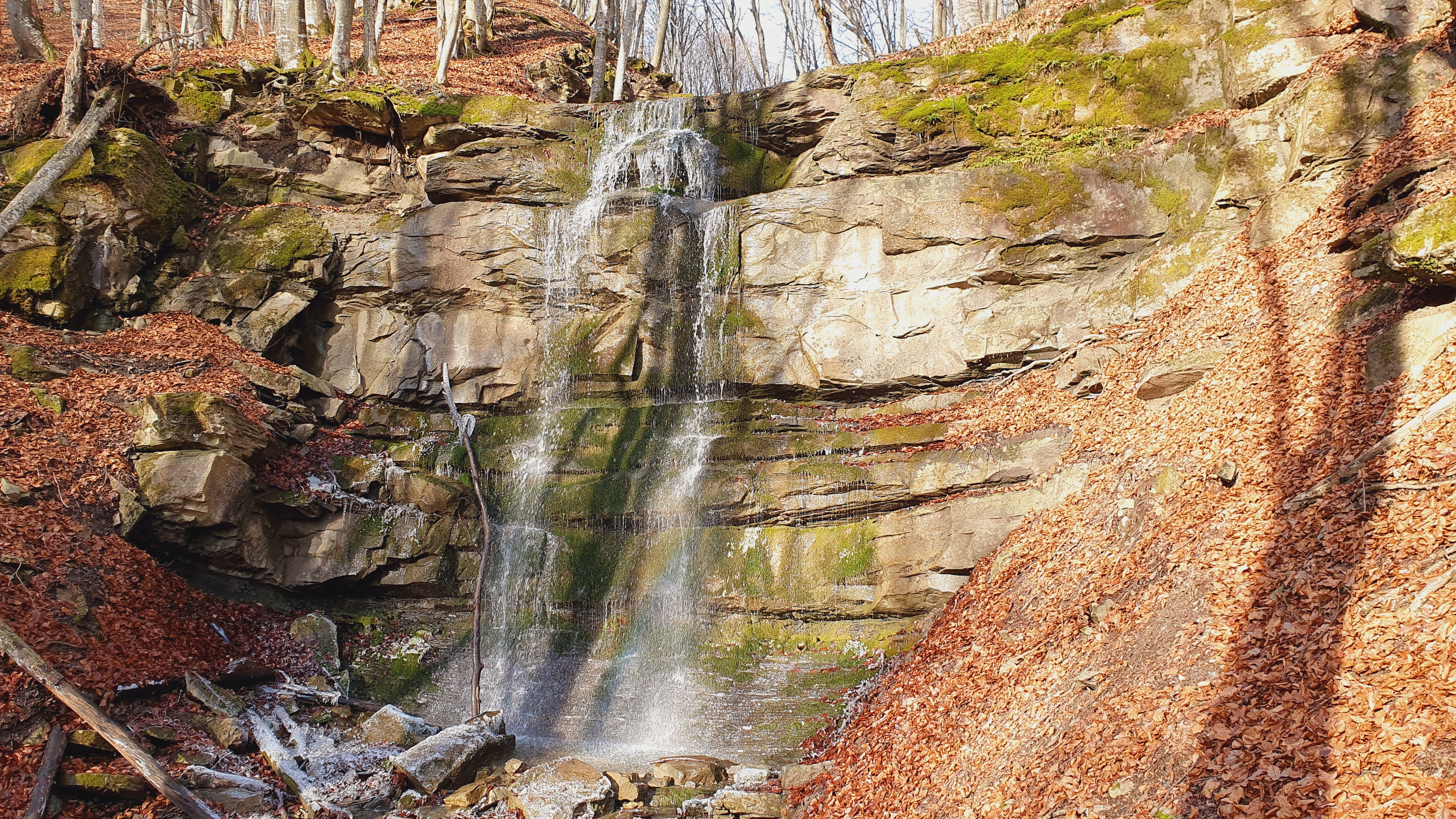
Кобилецький Гук
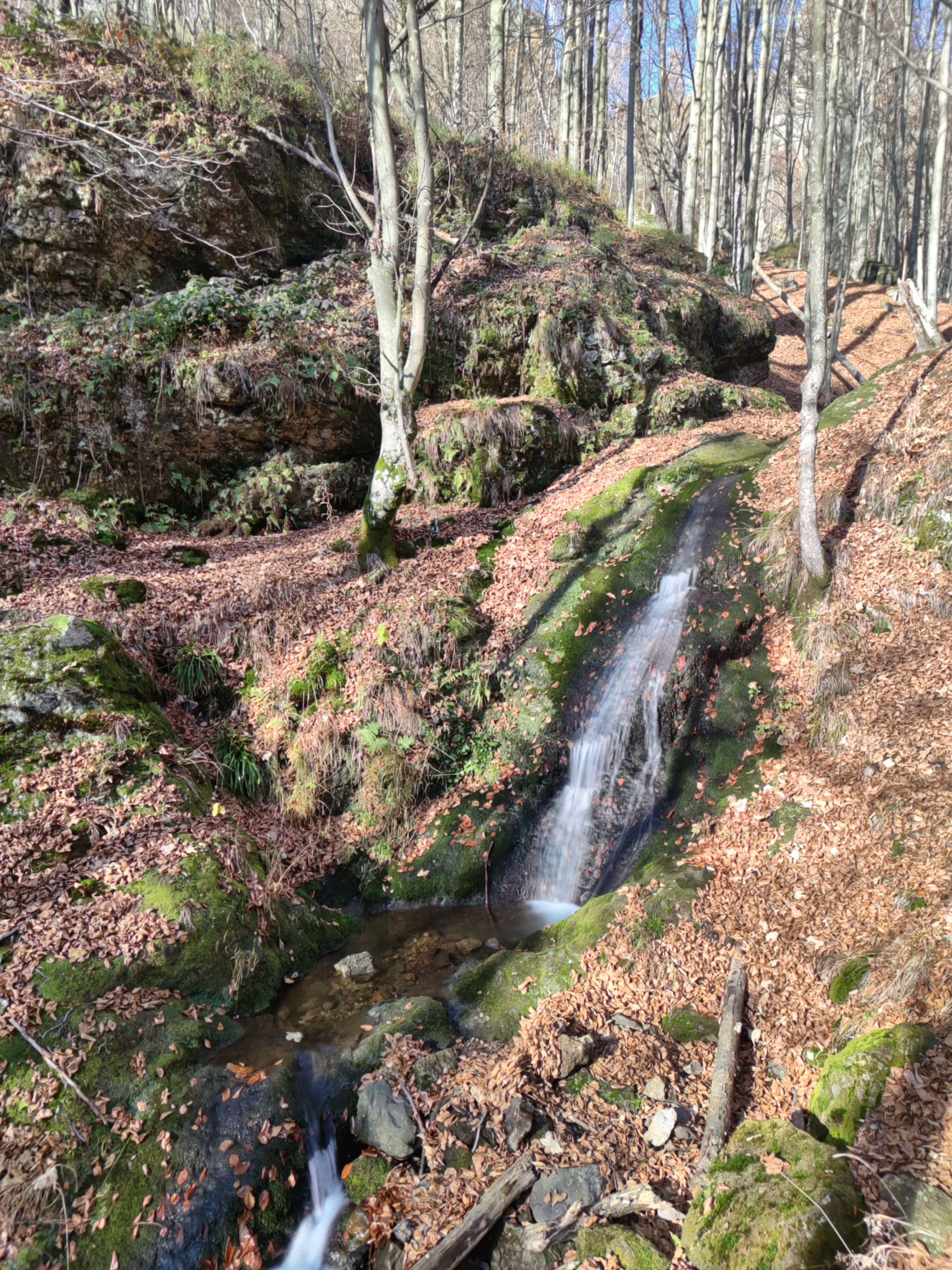
Шумило
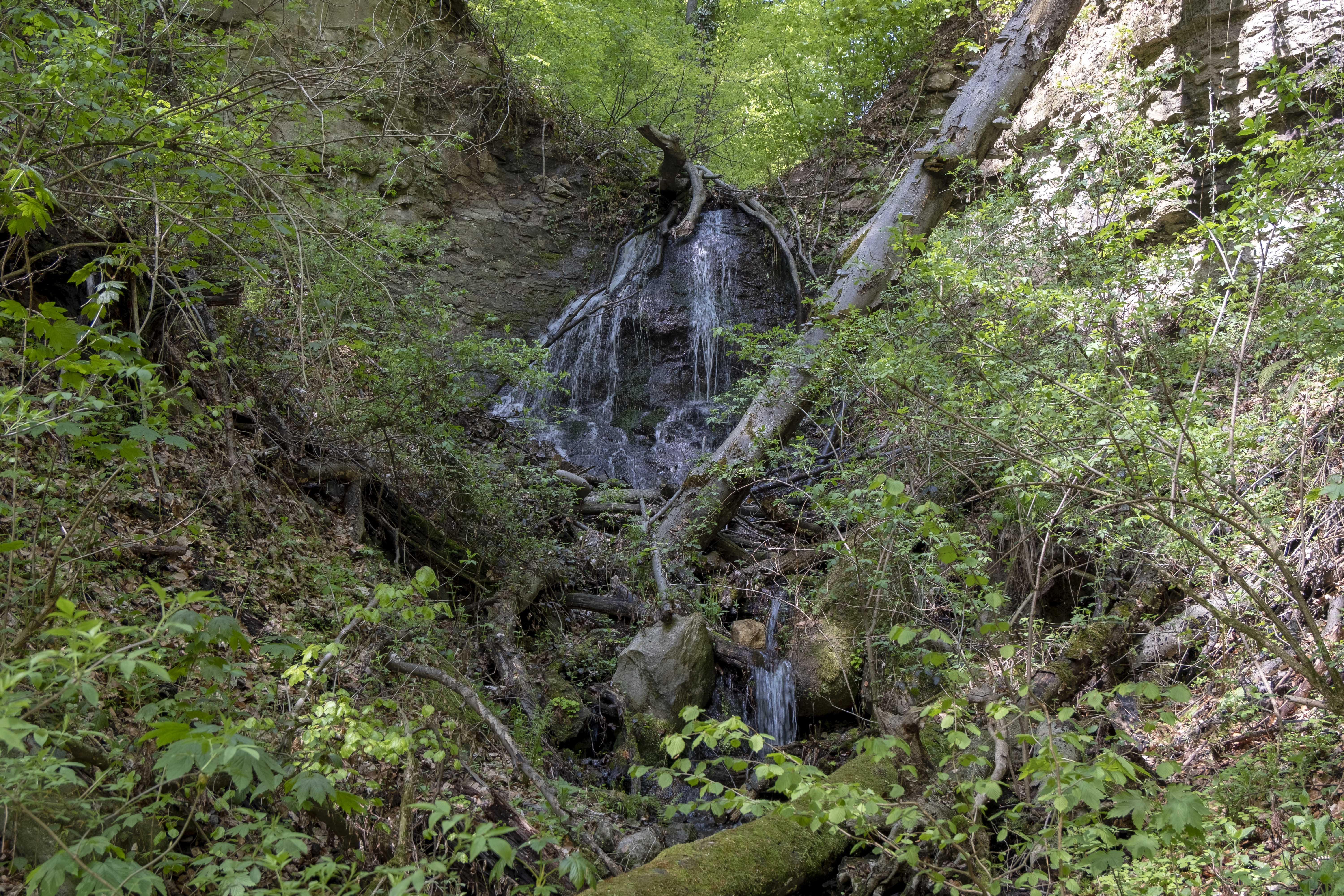
Міндзиндзьох
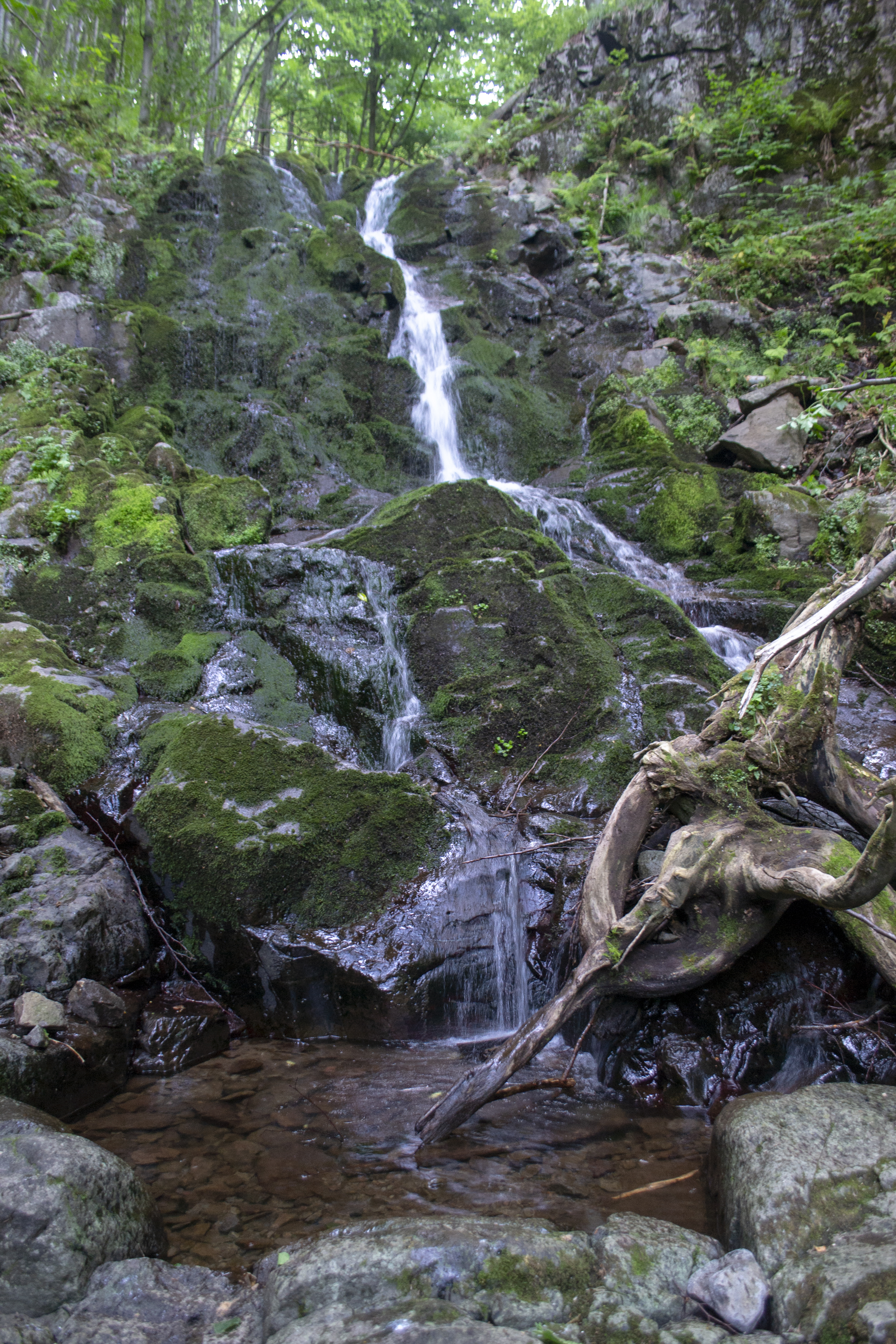
Кам'янка
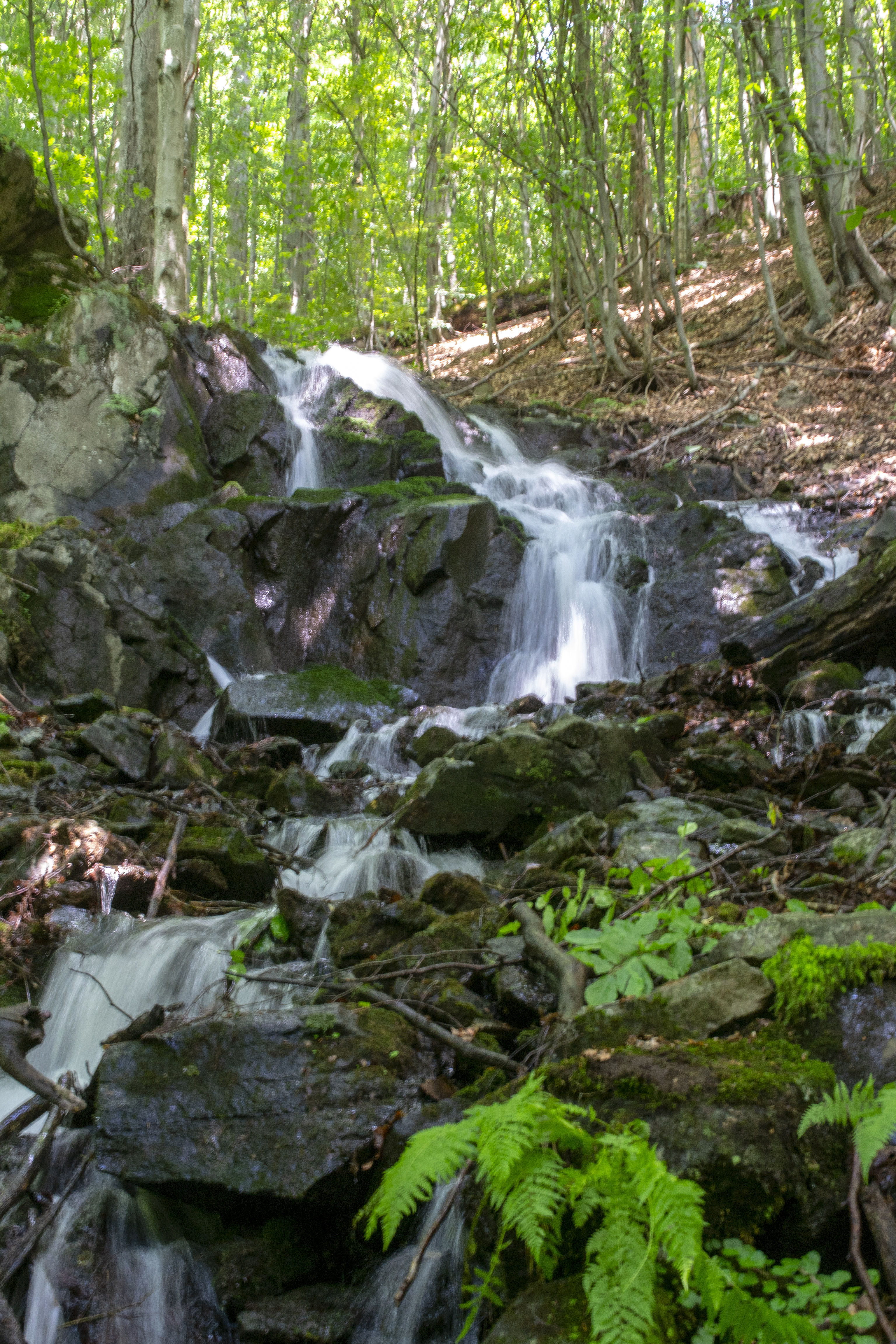
Гучало
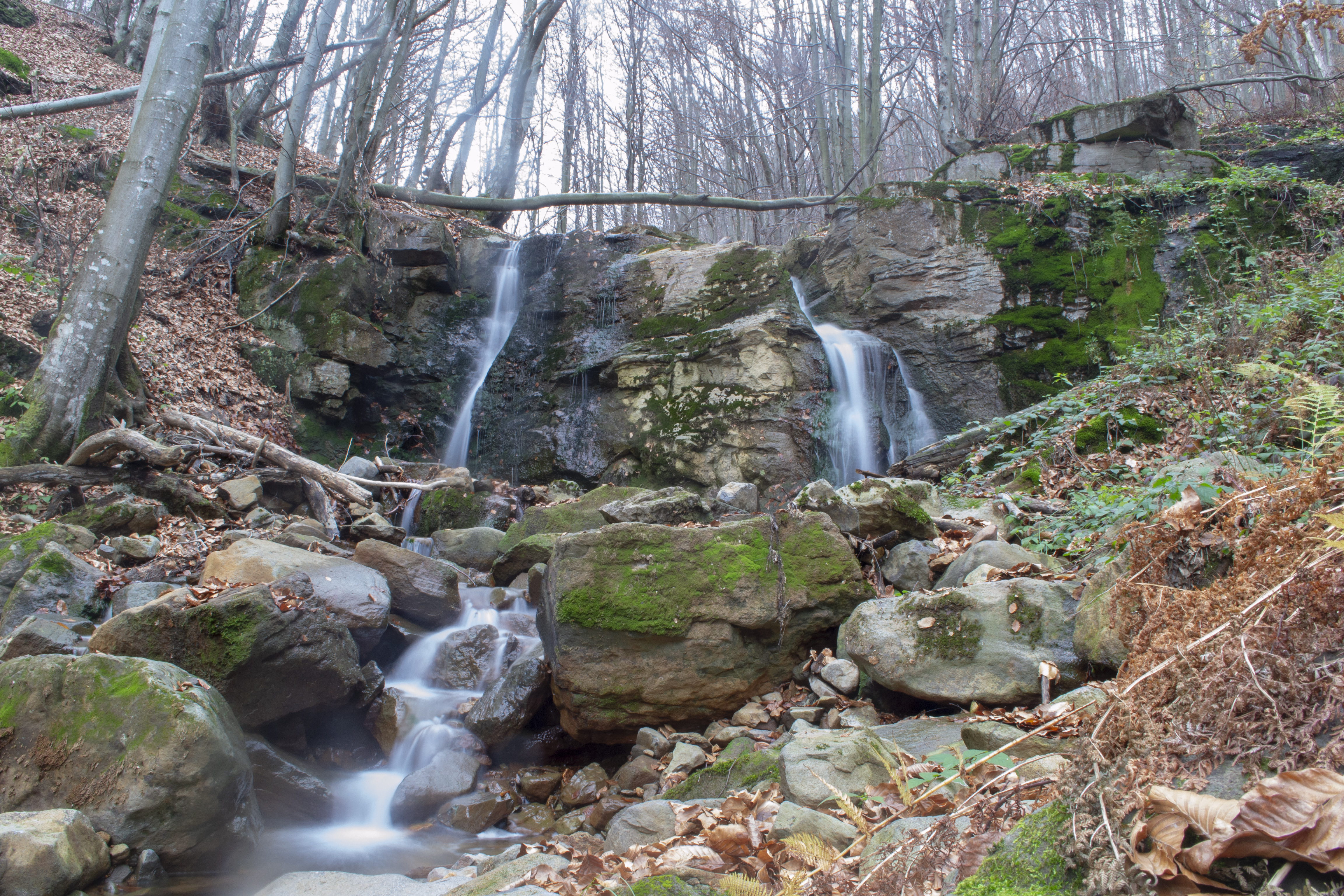
Ільничка

## Культура
Закарпаття — це край, який дав Україні чимало продуктивних вчених, талановитих художників та майстрів сцени. Область традиційно вважається базовою в організації та проведенні багатьох міжнародних і всеукраїнських наукових, мистецьких форумів. Тут функціонують 4 державні вузи з вищою формою акредитації, впорядковано цілу мережу загальноосвітніх шкіл із врахуванням інтересів та духовних потреб представників національних меншин, створено 9 навчальних закладів нового типу. Діють 5 професійних театрів, 659 клубних установ та центрів дозвілля, музеї, обласна філармонія.

## Кінематографія Закарпаття
Показ фільмів в Закарпатті бере свій початок з 1909 року, саме тоді і угорський науковий кінотеатр «Уранія» відкрив свою філію в Ужгороді, де влаштовували покази фільмів науково-популярного змісту. У цей час ужгородці могли дивитися кіно у двох місцях – на площі Лайоша Кошута (нині пл. Шандора Петефі), а з 1911 року – в готелі «Корона». Із регіону вийшло чимало кіноакторів та кінорежисерів:
Шарі Федак
Жолт Тріл
Вячеслав Бігун
Джек Гафрейн
Альта Вашова
Антонін Москалик
Людвік Ража
Фіца Михайло
Анастасія Євтушенко
Бейла Шаламон
Рудольф Дзуринець
Урай Тиводар
Антоніо Лукіч
Яновіч Євген
Стівен Герей
Дюла Чортош
- Фільми, які знімали в Закарпатті

## Символіка

### Прапор
Прапор затвердженню на XXIII пленарному засіданні сесії Закарпатської обласної ради.

### Гімн
Гімн Закарпатської області — писаний язичієм музичний твір в обробці М. Керецмана на вірш, що деякими дослідниками приписується Олександру Духновичу, на музику лідера карпаторуських фашистів Степана Фенцика (за іншими даними автор слів сам Степан Фенцик) Закарпатська обласна рада затвердила Гімн Закарпатської області 22 грудня 2009 року.

## Вшанування пам'яті

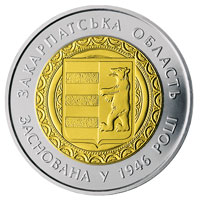
Пам'ятна монета НБУ «70 років Закарпатській області»

Національний банк України з 14 січня 2016 року уводить в обіг пам'ятну монету номіналом 5 гривень «70 років Закарпатській області» присвячену західному регіону, єдиній області України, яка межує з чотирма країнами — Угорщиною, Польщею, Румунією і Словаччиною.
25 квітня 2024 року у місті Дергачі вулицю Інтернаціональну перейменували на вулицю Закарпатську на честь волонтерської спільноти Закарпаття, яка надала суттєву гуманітарну допомогу мешканцям Дергачівської громади у перші місяці повномасштабної російсько-української війни.